# 대육군
대육군(프랑스어: Grande Armée 그랑드 아르메[ɡʀɑ̃d aʀme][*])은 1805년 나폴레옹 1세가 명명(命名)한 프랑스군을 중심으로 한 군대의 명칭이다. 대육군이란 이름이 처음 등장한 시기는 나폴레옹이 영국 침공을 위해 영국 해협에 맞닿은 해안에 군대를 집결시키고, 이후 오스트리아 및 러시아 연합군에 맞서 전투를 치르기 위해 동쪽으로 군대를 재배치시키던 1805년경이었다.
그 이후 대육군은 1806년 - 1807년, 그리고 1812년 및 1813년 - 1814년의 각 작전에 참전했던 프랑스 군대를 지칭하는 명칭으로 사용되었다. 그러나 일반적으로 영어권에서 그랑드 아르메(Grande Armée)란 표현은 19세기 초 나폴레옹이 전투를 치르면서 모집한 다국적 군대를 의미하는 뜻으로 많이 쓰이게 되었다.
최초 대육군은 나폴레옹 휘하의 육군 원수(元帥;marshals)와 상급 장군의 지휘하에 있던 6개 군단(軍團)으로 구성되어 있었다. 나폴레옹은 1805년 러시아와 오스트리아 연합군이 프랑스를 침공할 것임을 알아차린 후 대육군에게 곧 라인강을 건너 남 독일로 진격할 것을 명령했다. 그 결과는 울름 전투와 아우스터리츠 전투에서의 승리였다.
나폴레옹의 권력이 유럽 전역으로 확대됨에 따라 군대의 규모는 커졌다. 1812년 제6차 대프랑스 동맹에 대항하기 위해 러시아 침공을 감행할 시기, 군대의 규모는 가장 최대가 되어 60만 명에 달했다. 폴란드와 오스트리아의 부대를 제외한 모든 군대는 프랑스 장군들의 지휘하에 들어갔다. 거대한 다국적 군대는 천천히 동쪽으로 진군하였고, 러시아는 그들이 도착하기 전 후퇴를 개시했다. 스몰렌스크 점령과 보로디노 전투에서 승리를 거둔 후 나폴레옹과 대육군의 거대한 병력은 1812년 9월 14일 모스크바에 도달했다.
그러나 이때쯤 러시아군과의 사투와 전염병(주로 티푸스)으로 다수의 병사를 잃어버렸고, 러시아의 청야 전술로 인해 대육군이 확보할 수 있는 식량이 없었다. 대육군은 모스크바에서 1개월을 보내고, 다시 서쪽으로 퇴각을 시작했다. 추위와 배고픔, 질병에 시달렸고, 코사크와 러시아 게릴라들의 계속되는 공격은 후퇴하던 대육군의 전투 부대로서의 전투능력을 철저히 파괴했다. 이 무모한 원정에서 약 40만 명이 죽었고, 겨우 수만 명의 병력만이 만신창이가 되어 돌아왔다.
나폴레옹은 1813년 라이프치히 전투에서 새로운 군대를 도입했고, 1814년 프랑스 방어전에서 이 부대는 맹렬하게 싸웠으며, 1815년 워털루 전투에서도 참전했으나 나폴레옹의 프랑스군은 1812년 6월의 대육군과 같은 규모에 도달하지는 못했다.

## 조직
대육군의 성공요인 중 가장 중요한 한 가지는 그 고도로 뛰어난 조직의 유연성에 있다. 전체를 몇 개의 군단(軍團;통상 5~7개)으로 나누고, 한 군단은 10,000~50,000명, 평균적으로 20,000~30,000명으로 구성하였다. 이들 군단은 각각 나중에 설명할 각종 전투 병력과 지원부대를 갖고 있는 연합형의 작은 군대였다. 군단들은 단독으로 작전행동이 가능하면서도 각 군단끼리는 하루 정도의 거리 내에서 서로 밀접한 채 협동행동을 했다. 군단은 그 전력과 부과된 임무의 강도에 따라 원수 또는 사단장(General de division, 소장)에 의해 지휘 받았다.
나폴레옹은 자신의 군단 지휘관을 대폭적으로 신뢰하여 자신의 전략목표 범위 내에서 행동하고, 협동하여 그것을 달성할 수 있다면 통상적으로 넓은 범위에서 지휘관들에게 행동의 자유를 주었다. 만약 지휘관들이 실패하여 자신을 만족하지 못한 상황에는 주저하지 않고 질책하고 때로는 해임하였고, 많은 상황에서 그 자신이 군단 지휘를 맡기도 했다. 1800년 장 빅토르 마리 모로 장군이 라인방면군을 4개의 군단으로 나눈 것이 군단의 시작이었다. 이것은 일시적으로 나눈 것이었으나, 1804년까지 나폴레옹이 항구적인 조직으로 만들었다. 나폴레옹은 여러 개의 군단에 기병을 창설하고, 보병때문에 행동이 둔해지지 않고 재빠른 이합집산을 기도했다.
군단의 주요 전술적 단위는 사단(師團)으로 통상 4,000~6,000명의 보병과 기병으로 구성되어 있다. 1개 사단은 2~3개 여단(旅團)으로 구성되었고, 1개 여단은 2개 연대(連隊)로 구성되어 3~4개 포병대대(大隊)로 이루어진 포병여단의 지원을 받았다. 포병대대에서는 4문의 야포(野砲)와 2문의 유탄포(榴弾砲)가 배치되어 1개 포병여단에서는 18~24문의 대포가 배치되어 있다. 여단에서도 항구적인 관리부문과 실전부대가 있어 여단장군(소장)에 의해 지휘되어 군단과 같은 단독 작전행동이 가능했다.

## 대육군의 전력

### 제국친위대(Garde impériale)
프랑스의 제국친위대(Garde Impériale)는 당시 엘리트 군인부대로써 집정친위대(또는 통령친위대)(Garde des Consuls 및 Garde Consulaire)에서 발전했다. 이것은 그 자체가 군단(Corps d'Armée)으로 보병, 기병 및 포병부대를 가지고 있었다. 나폴레옹은 친위대가 전군에게 모범을 보여주기를 바랐고, 자신과 함께 많은 전투에 참가시키며, 절대적인 충성심을 요구했다. 친위대 보병이 전투에 참가하는 경우는 희박했으나 친위기병대(Guard's cavalry)는 여러 차례 전투에 참가해 적에게 큰 타격을 주었다. 또 포병은 접근전에 앞서 포격으로 적을 위협하는 데 사용하였다.
다음은 1800년에 편성된 군대로 이후 야전군 규모로 계속적으로 확장하였다.
| 친위대 규모의 변천 | 친위대 규모의 변천          |
| 년                 | 병사수                      |
| ------------------ | --------------------------- |
| 1800               | 3,000                       |
| 1804               | 8,000                       |
| 1805               | 12,000                      |
| 1810               | 56,000                      |
| 1812               | 112,000                     |
| 1813               | 85,000 (대부분 젊은 친위병) |
| 1815               | 28,000                      |

#### 친위보병(Infantrie de la garde)
친위보병에는 경험에 따라 3개의 부분이 있다.
- 선임친위대(Vieille Garde):나폴레옹 군대 중에서도 초일류에 속한다. 선임친위대는 종군기간이 가장 긴 고참병(3~5개 원정작전에 참가)으로 구성된 2개 연대가 있다.
  - 제국친위척탄병 제1연대(Grenadiers à Pied de la Garde Impériale):[3][4]제국친위척탄병 제1연대는 대육군 중에서도 최상급의 연대이다. 1807년 폴란드 방면작전에서 나폴레옹 자신에 의해 "불평쟁이(les grognards)"라는 별명을 부여받았다. 구성원은 친위병 중에서도 가장 경험을 많이 쌓은 용감한 보병들로 이루어져 있고, 고참병 중에는 20번 이상 전투에 참가한 사람들도 있었다. 이 연대에 들어갈 수 있는 사람은 적어도 10년간 연대 깃발 아래에 있었으며, 용맹함으로 표창도 받고, 읽고 쓸 수 있으며, 거기에 키가 178cm 이상이어야 한다는 조건이 있었다. 제국친위척탄병 제1연대는 중견친위병 및 청년친위병보다 전투에 참가할 기회는 적었지만, 1번 참가할 때는 극찬을 받을 정도로 전과를 올렸다. 1815년 제국친위척탄병 연대는 4개 연대로 확장되었다. 새로운 연대는 곧이어 제2, 제3, 제4연대로써, 즉시 제국친위척탄병이란 칭호가 부여되었다. 이 시점에서 제1연대 정도의 역량을 바라지 않은 것은 사실이었다. 실제로는 이 군대는 중견친위보병이라고 불리고 있다. 워털루 전투에서 영국 근위병에게 패배한 이들도 바로 이들 연대였다. 제1연대는 프랑스노아에서 프로이센군과 전투를 벌였다. 제국친위척탄병 연대의 병사는 빨간색의 줄이 들어있는 진청색의 헤비 롱(habit long;꼬리가 긴 상의)을 입고, 빨간색의 견장과 흰색의 금장(襟章)을 달았다. 가장 눈에 띄는 특징은 높은 곰털모자로써 조각된 금판과 빨간색 꼬리털, 하얀색 줄로 장식되어 있다.
  - 제국친위추격병연대(Chasseurs à Pied de la Garde Impériale):[5]제국친위추격병 연대는 대육군 중에서 2번째 상급연대였다. 추격병연대는 제국친위척탄병 제1연대의 자매부대였다. 이 부대에 들어가는 기준은 같지만 다만 키는 172cm 이상이었다. 추격병연대는 제국친위보병 제1연대와 마찬가지로 몇 차례 격렬한 전투에 참가하여 전과를 올렸다. 1815년 나폴레옹의 귀환에서 추격병연대도 4개 연대로 확장되었으나, 제2, 제3, 제4연대는 전투 경험햇수가 4년인 병사들로 구성되었다. 이들 연대는 보병연대인 중견친위병연대와 함께 워털루 전투의 최종단계에서 친위병 돌격에 가담했다. 제국친위척탄병 제1연대와 마찬가지로 추격병연대도 프랑스노아 전투에 참가했다. 제국친위추격병 연대의 병사도 빨간색 줄이 들어있는 진청색 헤비 롱을 착용하고, 녹색과 빨간색의 견장과 흰색 금장을 달았다. 전투시에는 진청색의 바지를 벗었다. 그래도 친위보병과 마찬가지로 추격병연대의 두드러진 특징은 높은 곰털모자에 있었고, 녹색에 풍부한 빨간색 꼬리털과 하얀 줄로 장식되어 있었다.[6]
- 중견친위병(Moyenne Garde):[7] 2~3회 원정작전에 참가한 고참병들로 구성되었다.
  - 수발총추격병연대(Fusiliers-Chasseurs) 혹은 퓨질리어추격병연대:수발총 추격병연대는 1806년 중견친위보병 연대로써 창설되었다. 중견친위병의 모든 병사는 2~3번 원정작전에 참가한 고참병이었고, 전열연대의 부사관으로 임명되었다. 모든 친위병 중에서도 문제가 없는 우수한 병사였던 수발총 추격병연대는 많은 장소에서 자매연대인 수발총 척탄병연대와 함께 친위 수발총연대의 일부로써 전투에 참가했다. 수발총 추격병연대는 광범위한 작전행동에 참가해 여러 번 그 존재가치를 나타냈으나, 나폴레옹의 퇴위로 인해 1814년 해산되었고, 1815년 워털루 전역을 위해 재구성되지는 못했다. 제복은 빨간색 줄이 들어가 있는 진청색의 헤비 롱(상의)을 착용하고, 빨간과 녹색이 섞인 녹색의 견장과 흰색의 금장을 달았다. 상의의 아래에는 하얀 조끼와 푸른색과 갈색의 바지를 입었다. 모자는 원통형으로 흰색 줄이 달려있고, 녹색에 풍성한 빨간색의 꼬리털이 달려 있었다. 무기는 샤르빌1777형 머스켓총과 총검 및 짧은 사벨이 있다.
  - 수발총척탄병연대(Fusiliers-Grenadiers):[8] 수발총 척탄병연대는 1807년 결성된 중견친위보병연대였다. 수발총 추격병연대와 같은 기준으로 조직화되었으나 규모가 더 컸다. 수발총 척탄병연대는 많은 장소에서 자매연대였던 수발총 추격병연대와 함께 친위 수발총연대의 일부로써 전투에 참가했다. 수발총 추격병연대와 거의 비슷한 활동이력을 남기고, 1814년 해산되어 1815년 역시 재결성되지 않았다. 제복은 빨간색 줄이 들어간 헤비 롱, 빨간 견장과 흰색 금장, 하얀 조끼, 하얀 바지로 이루어져 있다. 모자는 원통형으로 하얀 줄과 긴 빨간색 꼬리털이 달려 있었다. 무기는 샤르빌1777형 머스켓 총과 총검 및 짧은 사벨이 있다.
  - 친위해병대대(Marins de la Garde):[9] 친위해병대대는 1803년 결성되었다. 원래 목적은 영국 본토에 대한 침공에 앞서 영국 해협을 건널 때 황제를 탑승시킨 선박의 조종을 맡기로 되어 있었다. 대대는 실질상 5개 중대로 되어 있다. 영국 침공이 중지된 후, 친위대의 일부로 남아, 전투원으로써 활동하는 동시에 나폴레옹이 사용하는 보트 및 바지선 혹은 그 외 기타 선박을 조종했다. 제복은 금색의 레이스로 장식된 네이비 블루의 후사르 스타일의 돌만 자킷(경기병 자켓)과 역시 금색 레이스로 장식된 네이비 블루의 헝가리 스타일의 바지였다. 모자는 Gold Guard라고 새겨진 원통형이었다.[9] 무기는 보병과 마찬가지로 샤르빌1777형 머스켓 총과 총검이 있고, 다수의 선원은 작업 중에 영향을 주지 않는한 권총도 가지고 있었다.
- 청년친위대(Jeune Garde):[10] 원래는 적어도 1번의 원정작전에 참가한 고참병과 두뇌가 명석한 젊은 사관 및 징집병 중에서도 수입이 좋은 사람들을 모아 창설했다. 후에는 거의 전원이 선택된 징집병과 지원병으로 채워지게 되었다. 전투능력보다는 열정적인 것으로 알려져 있다.
  - 저격척탄병연대(Tirailleurs-Grenadiers): 1808년 나폴레옹의 주문으로 만들어진 연대로써 가장 지성이 뛰어나고 강인한 신병을 청년친위병의 제1연대에 편입시킨 것이 이것이다. 신병 중에서도 키가 큰 사람이 편입되었다. 부사관은 거의 중견친위병으로 편성되어 있다. 이 연대를 서서히 단련시켜 고참병으로 만들었기에 사기와 전투능력이 높았다. 제복은 진청색 줄이 들어있는 진청색 헤비 롱(상의)과 빨간색 견장, 흰색 관장금장이 달려 있었다. 모자는 빨간 줄과 빨간색 긴 꼬리털이 달려있는 원통형 모자였다.
  - 저격추격병연대(Tirailleurs-Chasseurs): 청년친위대 중에서 키가 작은 신병이 이 연대에 편입되었다. 구성은 저격척탄병연대와 같지만 장교는 선임친위병으로, 부사관은 중견친위병으로 편성되어 있다. 제복은 빨간색 줄이 들어 있는 진청색 상의와 흰색 관이 있는 진청색 금장이 달려있다. 거기에 빨간과 녹색이 섞인 녹색의 견장이 달려있다. 모자는 원통형으로 녹색으로 되어있고, 빨간색의 커다란 꼬리털로 장식되어 있다.

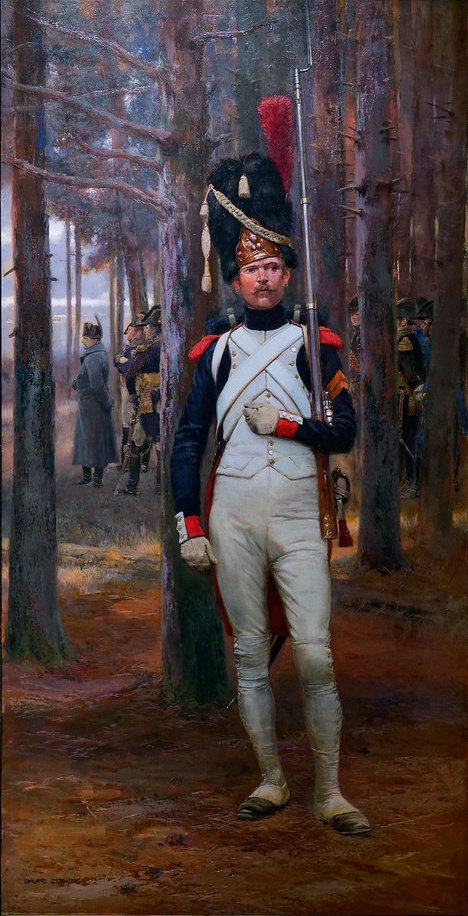
1812년의 제국친위척탄병 제1연대 병사모습(뒷배경에 나폴레옹의 모습이 보인다.)
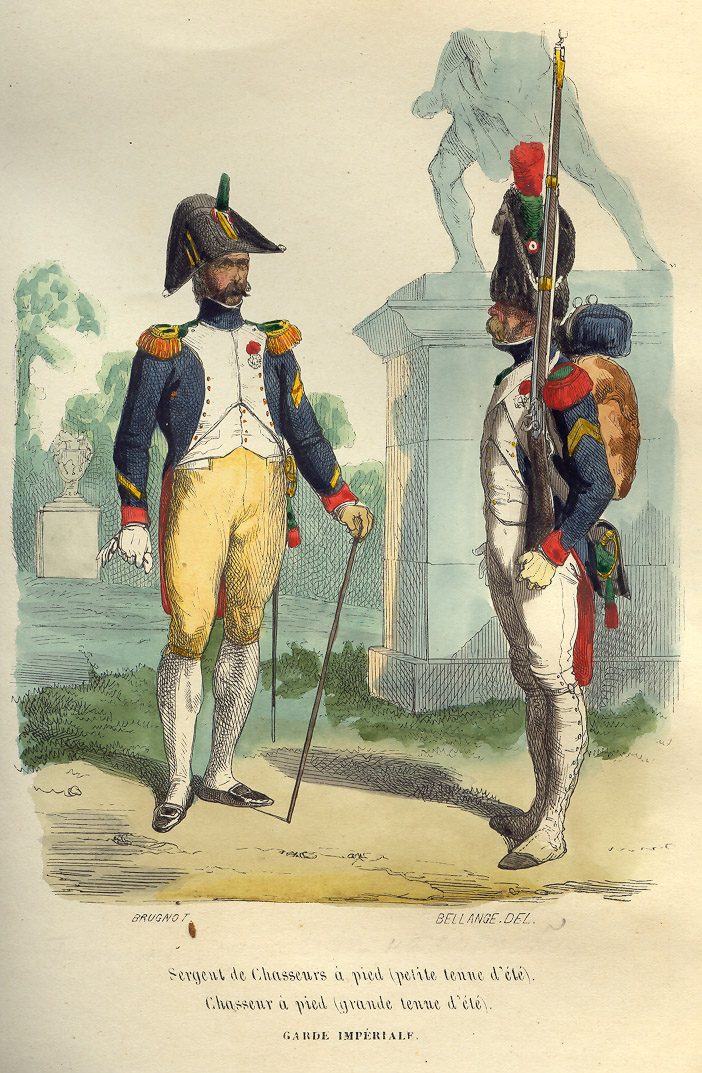
친위추격병

#### 친위기병연대(Cavalerie de la Garde)
친위기병연대는 1804년 창설되어, 추격기병연대(Chasseurs à Cheval)와 기병척탄병연대(Grenadiers à Cheval)란 2개의 연대와 엘리트 집단인 젱다르맹(Gendarmes)과 맘루크(Mamelukes)대대가 있다. 1806년 3번째 연대로써 제국친위용기병연대(Regiment de Dragons de la Garde Impériale, 후에 제국용용기병, 황제비 용기병)가 추가되었다. 1807년 폴란드 원정작전이 있은 후 폴란드 창기병연대(Régiment de Chevau-Légers de la Garde Impériale Polonais)가 추가되었다. 1810년 또 하나의 창기병연대가 프랑스와 네덜란드 신병을 편입시켜 창설하였다. 이것을 제국친위 제2창기병연대(2e Régiment de Chevau-Légers Lanciers de la Garde Impériale) 혹은 붉은 창기병연대라고 불렀다. 친위기병연대는 수많은 전투에 참가하였고, 소수의 예외를 제외하고는 그 막강한 전투력을 과시하였다. 친위기병연대의 역사 속에서 가장 유명한 일화는 워털루 전투에서의 폴란드 창기병의 공격이었다. 그때 흉갑기병과 대열을 조직한 폴란드 창기병연대는 영국군의 로얄 스코츠 그레이스(제2용기병연대)와 영국 연합여단을 공격해 그들을 패주시켰다.
- 친위척탄기병연대(Grenadiers à Cheval de la Garde Impériale):[신](Gods) 혹은 [거인](Giants)라고 불렸던 이 연대는 나폴레옹의 친위기병연대 중에서도 엘리트 집단으로 [불평쟁이]와 함께 쌍벽을 이룬다. 제복은 높은 곰털모자, 진청색의 상의와 옷깃은 하얀 금장과 특히 긴 장화였다. 그리고 커다란 검은말을 탔다. 부대에 편입될 신병은 키가 176cm 이상, 10년 이상의 군 경력이 있어야하고, 최소한 4번의 원정작전에 참가해 용맹성을 보여 표창을 받아야할 필요가 있었다. 이 연대는 아우스터리츠 전투에서 러시아 친위기병대를 격파한 공적을 세웠으나, 가장 유명한 전투는 아일라우 전투때였다. 그때 러시아의 60문 대포의 포격에 그대로 노출되어 폭격 받은 대원들은 피난장소를 찾기 시작했다. 이때 지휘관 루이 레픽 대령이 소리를 질렀다. [제군들! 머리를 들어라. 이것은 단순한 포탄일 뿐이다. 똥이 아니란 말이다]".[11]라고 말하고, 얼마 후 그들은 뮈라의 공격에 가담해 러시아군의 전선에 돌격해 들어갔다. 척탄기병연대는 폴란드 창기병연대와 더불어 한 번도 패배하지 않은 친위기병연대였다.

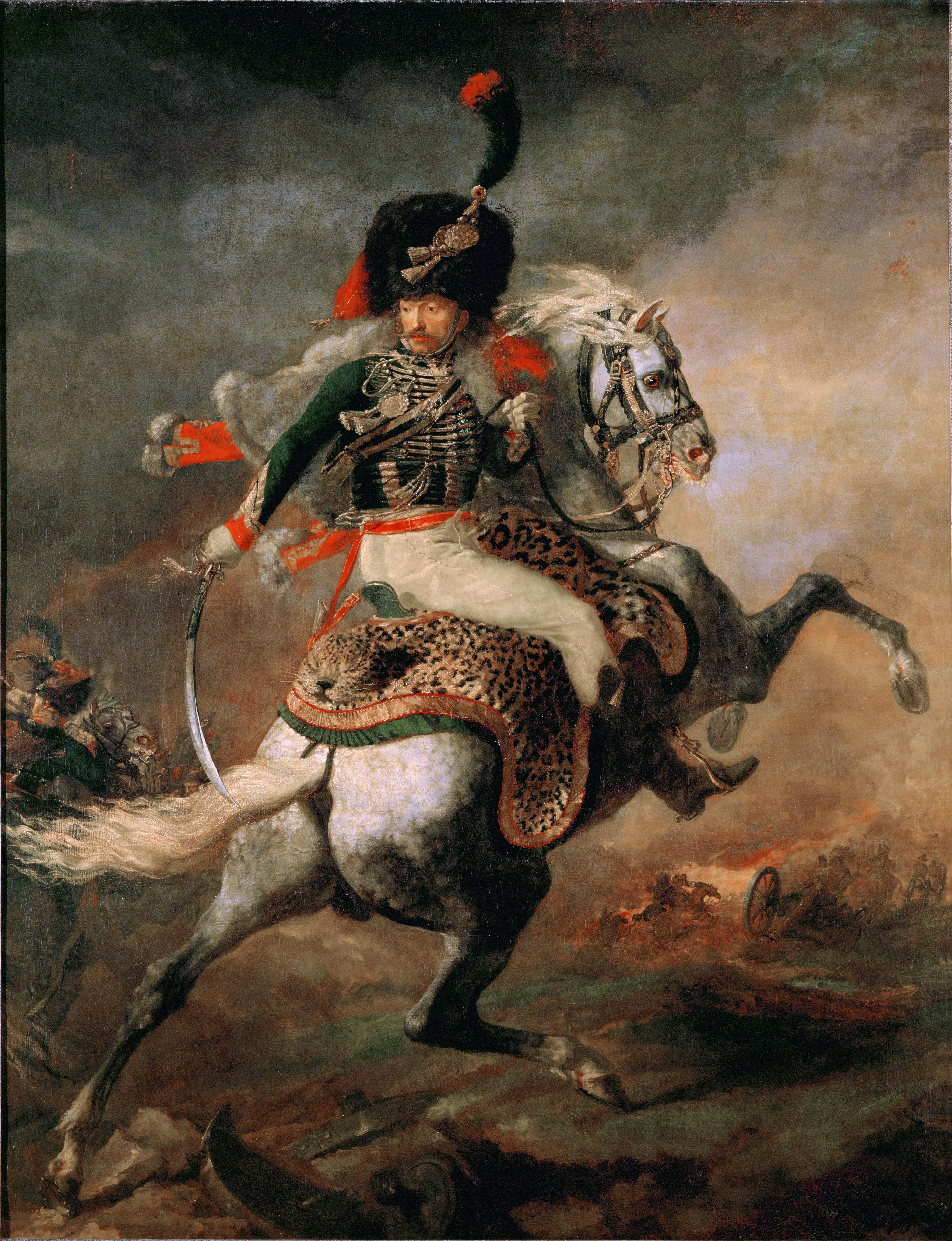
친위 추격기병 (Chasseur of the guard, often mistranslated as 돌격하는 추격병), 1812 by Géricault.

- 친위추격기병연대(Chasseurs à cheval de la Garde Impériale):[편애 받는 아이들(Favoured Children)](못되게 이야기하면 [응석쟁이 꼬마녀석(Spoiled Brats)]이라고 불린다.)이라고 일컫는 추격기병연대는 경장친위기병으로 대육군 중에서도 나폴레옹의 편애를 받는 가장 인정받는 부대 중 하나라고 말할 수 있다. 프랑스 혁명 중인 1796년 나폴레옹은 이탈리아 원정에 나섰다가 보르게트(Borghetto)에서 점심식사중에 오스트리아 경장기병대에게 습격 받아 달아난 경험이 있어, 그 후 호위를 위해 기병대의 창설을 명했다.[12] 이때 200명의 호위대가 추격기병연대의 전신이 되었다. 부대와 황제사이의 밀접한 관계는 나폴레옹이 자주 연대의 대령의 제복을 입고 있었다는 사실만 봐도 알 수 있었다. 기병은 눈부시게 화려한 녹색과 빨간색, 금색이 섞인 기마복으로 몸을 감싸고, 황제의 총애를 받는다는 이유로 지위를 이용한 사실도 알려져 있으나, 때로는 훈련이 부족한 모습이나 불복종의 색깔을 보이기도 했다. 부대는 아우스터리츠 전투에서 첫 출격을 장식했고, 러시아 친위기병대를 격파하는 공적을 세웠다. 반도 전역에서는 1808년 베나벤테에서 영국기병의 대부대에게 매복공격을 받아 패배했다. 그러나 워털루 전투에서 특히 용감하게 전투를 벌여 재평가를 받았다.
- 엘리트 젱다르맹(Elite Gendarmes (Gendarmerie d’Elite): 수많은 전투 장소에서 나타나지 않는다는 사실로 인해 [불사신]이라는 별명을 가지고 있으나, 그런데도 중대한 역할을 맡고 있었다. 젱다르맹은 대육군의 헌병이었다. 작전본부 근처에 있으면서 그곳의 안전과 질서를 유지하는 한편 포로를 심문하고, 손님을 호위하는 영예를 받으면서 또한 황제의 개인적인 물건도 경호했다. 제복은 진청색의 상의와 빨간색의 금장, 긴 장화와 척탄기병의 것에 비해 조금 작은 곰털모자였다. 1807년 이후에는 실제 전투에 참가할 기회가 많아지면서 1809년 아스펜-에슬링 전투에서 도나우다리 방어에서 유명해졌다.
- 맘루크 대대(Escadron de Mamelukes):두려운 사막의 전사이며, 그 충성심을 나폴레옹은 이집트 원정에서 얻었다. 광신적인 용기를 갖고, 뛰어난 기마술과 검술을 겸비한 부대였다. 로맨틱하게 표현하면 [정지 정명한 사막의 아들]이라 할 수 있고, 달리 표현하면 [머리를 사냥하는 부족]이라 볼 수도 있지만, 장교는 프랑스인이 맡았고, 부사관은 이집트인이나 투르크인 뿐만 아니라 그리스인, 조지아인, 시리아인, 키프로스인등도 포함되었다. 원래는 기마 저격병연대 소속의 중대(또는 반(半)대대)였다. 1805년 아우스터리츠 전투에서 두각을 나타내자, 독자의 기준과 제2 트럼펫 연주자를 얻어 대대로 승격되었다. 이 부대는 한때 선임친위병의 일부가 되어 워털루 전투에서 황제의 직속부대로써 활약했다. 1813년 제2 맘루크 중대가 창설되어 청년친위병에 소속되었다. 선배격인 맘루크 대대와 함께 추격병연대와 연대해 1815년 백일천하때 싸웠다. 제복은 녹색(후에 빨간색)의 모자, 하얀 터번, 풍만한 셔츠와 조끼,빨간색의 바지,노란색 또는 빨간색 아니면 황갈색의 장화와 여러 색을 사용하여 화려하게 장식했다. 무기는 길고 굽은 반월도에 권총과 단도를 함께 지니고 다녔다. 모자와 무기에는 반달과 별의 기장(記章)이 새겨져 있다.
- 친위창기병연대(Chevau-Légers-Lanciers de la Garde Impériale):[13]
  - 제1연대(폴란드):1807년 나폴레옹이 폴란드 경장기병의 친위연대를 창설하는 것을 승인했다. 곧 프랑스인 교관에 의해 훈련이 시작되었다. 그러나 첫 예병때 나폴레옹의 [그들은 전투방법을 알고 있을 것이다]에 의해 위치부여가 불명확하게 되어, 교관은 즉시 해고되었다. 그런데도 불구하고, 나폴레옹은 폴란드 경장기병을 측근에 배치하고, 다음해 소모시에라 전투에서 퍼레이드를 대신해 전투 장소에서 그들의 존재가치를 나타낼 기회를 주었다. 나폴레옹은 그들에게 방어가 튼튼한 스페인 포병진지에 대한 공격을 명령했다. 무기는 단지 창과 권총밖에 없었지만, 그들은 4개 포병중대를 격파하고 20문 이상의 대포를 포획해 전투의 흐름을 바꿨다. 이 전설적인 위업을 달성한 후에 나폴레옹은 [폴란드인이여! 그대들은 나의 선임친위병과 똑같은 가치가 있다. 그대들은 나의 가장 용감한 기병대라고 선언한다]라고 말했다. 선임친위병연대로 승격되어, 창을 하사받은 이들 연대는 워털루 전투에서 황제의 측근에 있으면서 적의 기병대에게 패배하는 일은 없었다. 이 제1연대가 발전하여 정규군 중에 제1 비스츠라 울란스(Vistula Uhlans)란 폴란드인 기병대가 되었다. 이것은 단순히 좋은 부대가 있다는 것을 알리는 것뿐만 아니라 깊은 정치적 신조에 따라 만들어진 것이었다. 울란 창기병의 열광적인 나폴레옹에 대한 지지와 더불어 그들 다수는(대부분은 아닐지도 모르지만) 강경한 공화제 신봉자였다. 이러한 부대간의 정치적인 이유로 다른 기타 다른점은 거의 없었고, 그대로 표현되었다. 프랑스인에게 가르치는 입장에서 동료인 비스츠라와 더불어 교육하는 입장으로 전환해 프랑스 및 대육군의 다른 창기병에 대한 모범이 되었고, 그들의 두려움과 더불어 유효성을 배가시켰다.
  - 제2연대(프랑스-네덜란드):1810년 프랑스인과 네덜란드인을 중심으로 창설되었다. 부대는 눈에 띄는 제복으로 인해 붉은 창기병이라고 불렸다. 이 부대도 러시아에서 코사크의 공격과 동장군 때문에 엄청난 피해를 입었고, 대부분의 병사와 말을 잃었다. 연대는 1813년에 재조직되어 최초의 4개 대대는 선임친위병으로 구성되었기 때문에 강력했고, 거기에 청년병으로 6개 대대가 만들어졌다. 그 후 다수의 작전에 참가하여 눈부신 움직임을 보였고, 최후인 워털루 전투에서도 출격했다.
  - 제3연대(폴란드):1812년 청년친위대의 일부로써 조직되었다. 사관 및 부사관은 고참병으로 이루어졌고, 대원은 폴란드인 및 리투아니아의 학생 및 지주의 아들로 열의는 있지만, 아직 경험이 부족한 사람들로 구성되었다. 훈련이 부족한 상태에서 러시아 원정작전에 투입되어 1812년 말쯤 코사크와 후사르에게 포위된 슬로님(Slonim)에서 붕괴되었다.
- 황제비용기병(Dragons de l’Impératice):1806년 황제친위용기병연대(Regiment de Dragons de la Garde Impériale)로써 창설되어 다음해 황후 조세핀에게 경의를 표하며 개칭했다. 이 연대에 들어가려면 적어도 6년(후에 10년)의 군대경력과 최소한 2번의 원정작전에 참가해 용맹을 보여 표창을 받아야 하고, 키가 173cm 이상(기병척탄병연대보다 약간 낮은)이어야하는 조건이 있었다. 30개가 있던 정규 용기병연대에서는 한번 편입시 1개연대당 12명까지였고, 후에 10명까지 감소했다. 기타 친위연대에서의 지원자도 편입을 인정하였다. 이 연대는 전투용보다도 의례용이었기에 전투에 참가할 기회는 거의 없었기에 입대를 요구하는 경쟁이 치열했다. 붉은 창기병과 마찬가지로 선임친위대와 청년친위대의 대대가 있어, 최후까지 황제와 함께했다.
- 제국친위정찰기병(Eclaireurs de la Garde Impériale):러시아 원정에 실패하고 모스크바에서 퇴각할 때 나폴레옹은 수많은 코사크 연대의 무시무시한 공격에 깊은 인상을 받았고, 여기서 그는 1813년 12월쯤 제국친위대의 재편성 기간중에 이들을 모델로 한 새로운 기병여단을 창설했다. 여기서 각 1,000명으로 구성된 3개 연대가 창설되어 기존의 연대에 배속되었다.
  - 제1연대(정찰척탄병):클로드 테스트 페리 상급대령이 지휘했다.(1814년 3월 14일 크라온의 전장에서 그는 부상을 당했고, 나폴레옹에게서 직접 남작의 직위를 하사받았다)
  - 제2연대(정찰용기병):호프마이어 대령이 지휘했다.
  - 제3연대(정찰창기병:장 코지에투스키가 지휘했다.

이들 정찰기병은 오직 1814년 프랑스 전역에서만 활동하고 해산되었지만 훗날 루이 18세에 의해 다시 부활하였다.

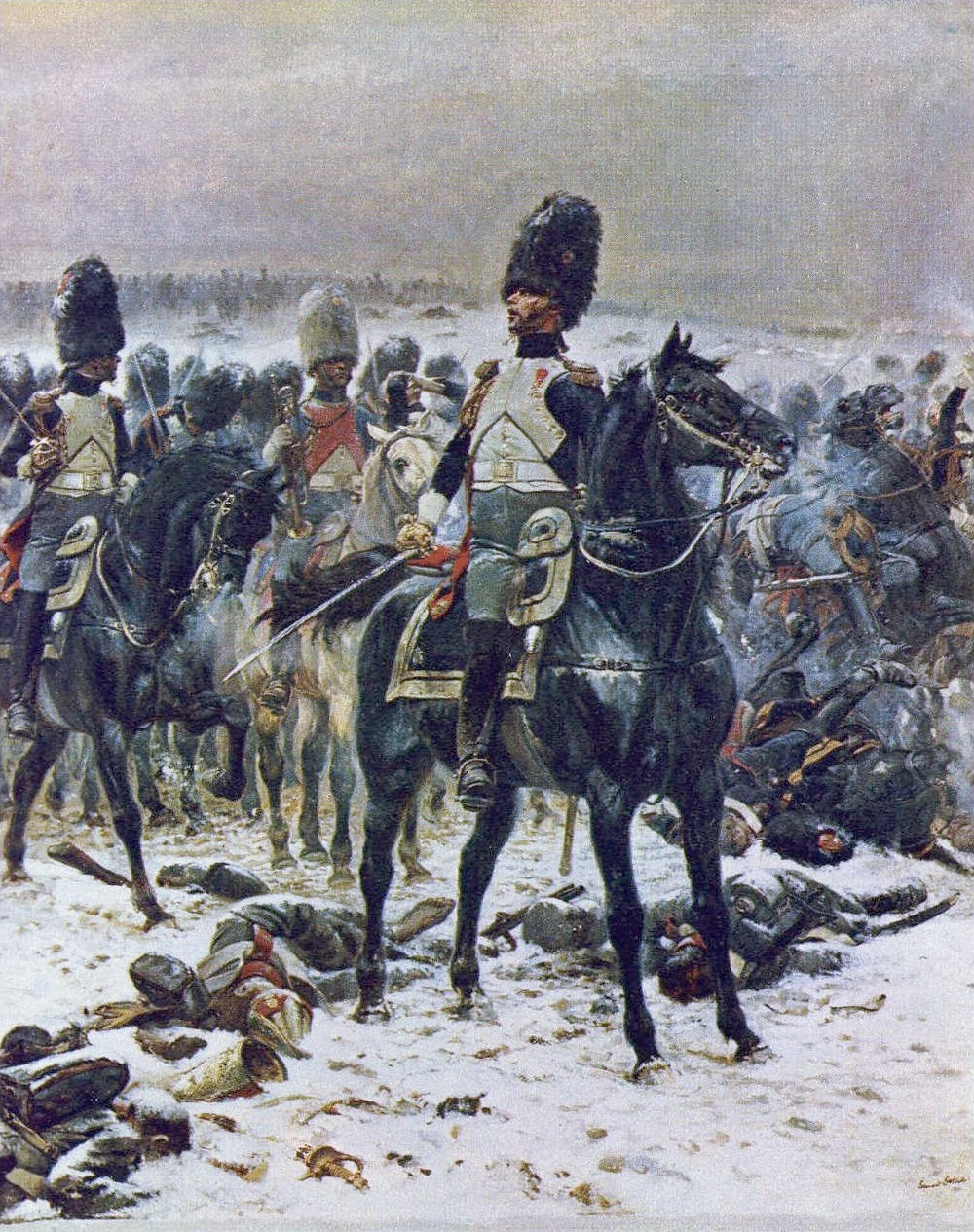
아일라우 전투에서의 친위척탄기병
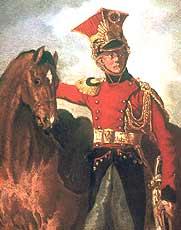
붉은 창기병
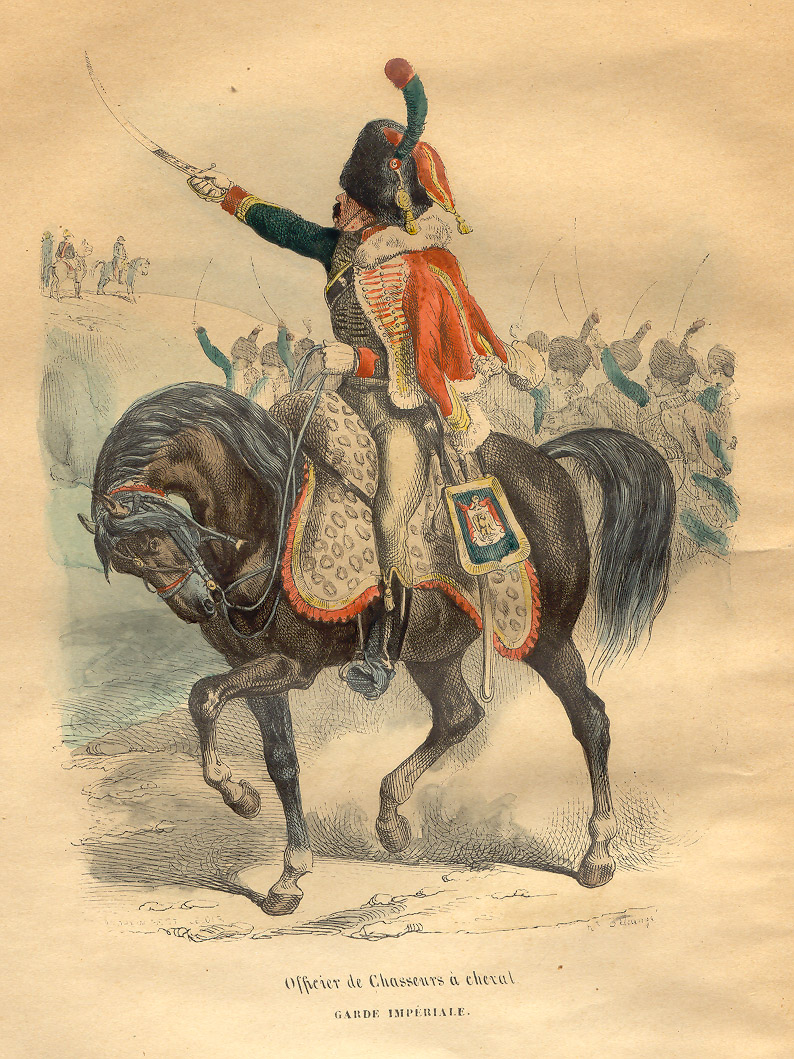
친위추격기병

### 기병(Cavalerie)
황제 자신의 포고에 의해, 기병은 대육군의 5분의 1에서 6분의 1 사이로 구성되었다. 기병연대는 800~1,200명 정도의 인원으로 약 3~4개 대대로 이루어졌고, 대대는 2개 중대로 나뉘면서, 이를 지원부대가 지원했다. 각 연대의 제1대대, 제1중대는 항상 [엘리트]라고 칭해져, 최고의 병사와 말이 준비되었다. 프랑스 혁명의 흐름 속에서 구체제(앙시앙 레즘)인 왕실에 충성과 경험을 쌓았던 귀족출신의 기마장교 및 부사관을 다수 잃어버렸다. 그 결과 프랑스군의 기병대는 그 자질이 심각하게 떨어지게 되었다. 나폴레옹은 이 부문을 재건하여 세계에서 가장 최고의 부대로 변화시켰다. 1812년까지 연대(連隊)간의 대규모 전투에서는 절대 지지 않았다. 역할에 따라 중장기병과 경장기병으로 나뉘었다.

#### 중기병 혹은 중장기병(Cavalerie lourde)
- 흉갑기병(Cuirassiers):중장기병은 옛 기사의 철제 흉갑 및 황동 투구를 쓰고, 길고 곧은 사벨과 권총, 이후엔 칼빈총으로 바꿔 무장하였다. 기사와 마찬가지로 이 부대는 기병의 돌격부대였다. 갑옷 및 무기의 무거움 때문에 기수도 말도 크고 강할 필요가 있어, 그 결과 전투시에는 커다란 효과를 나타낼 수 있었다. 그러나 많은 장소에서 경기병 및 용기병의 지원으로 돌려졌다. 그런데도 불구하고 중장기병은 전장에서 그 능력을 증명해 적에게 강한 인상을 남겼다. 특히 영국군은 흉갑기병을 나폴레옹의 친위기병이라고 착각하여 그 특징인 흉갑 및 투구를 아군(Horse Guards)에게도 채용하였다. 처음엔 25개 연대였던 것이 훗날 18개 연대가 되었다.
- 용기병(Dragons) 혹은 드라군:중장기병이라고 생각할 수 있으나, 프랑스 기병의 중중량(medium-weight mainstays) 주력부대로써 전투, 산병전 및 정찰에도 이용되었다. 그들은 높은 융통성이 있는 존재로써 전통적인 사벨(트레드 철제의 3개의 칼들)뿐만 아니라, 권총 및 머스켓총(승마시에는 안장에 놓는다)으로 무장하고, 말을 타지 않을 때는 보병처럼 걸어서 전투를 벌이기도 했다. 이런 융통성은 보병으로서의 능력을 나타내는 것이기에, 검을 휘두르는 측에서는 다른 기병의 레벨로 보지 않게 되어, 냉소 및 농담의 소재가 되었다. 이 파트타임 기마병에게 적합한 말을 볼 수 있는 것도 큰일이었다. 보병장교 중에는 용기병이 되는 것을 구하는 자들이 있어, 서로 반감을 안고 있었다고 한다. 처음 25개 연대가 있었고, 후에는 30개 연대가 되었다. 1815년 백일천하때에는 약 15개 연대밖에는 없었다.
- 기총기병(Carabiniers-à-Cheval):용기병과 무기 및 역할이 비슷하다. 그러나 갑옷이 가볍고, 원래는 흉갑을 입지 않아서 접근전 및 백병전에는 나서지 않았다. 그 결과 융통성도 없어서 연대 숫자도 매우 적었기(처음엔 2개 연대)때문에 용기병정도의 인식밖에는 없었다. 1809년 오스트리아 울란에게 타격을 입고, 나폴레옹은 이들에게 갑옷을 입도록 명령했다. 그러나 1812년 보로디노 전투에서 러시아 흉갑기병에게 패하고, 다음해 라이프치히에서는 헝가리의 후사르 앞에서 공포에 떨어야 했다.

#### 경기병 혹은 경장기병(Cavalerie légère)
- 후사르(Hussards):이 속도가 있는 경장 기병대는 나폴레옹군의 눈이며, 귀이며, 자랑거리였다. 자신들을 전군 중에서도 제일의 기수이며, 검을 사용하는 법에도 자부심을 가지고 있었다. 그들의 의견은 전면적으로 부정되지 않았고, 화려한 제복은 품격을 비춰주었다. 전술적으로는 정찰 및 산병전이었고, 또한 지휘관에게 적의 움직임을 지속적으로 알리는 한편 적에게는 정보를 주지 않으려는 조작 및 도주하는 적을 쫓을 때도 이용되었다. 휘어진 사벨과 권총을 휴대하고, 거의 자살행위라고 생각할 정도로 보이는 용맹으로 평판이 자자했다. 30세까지 살아있는 후사르는 진정한 고참병이면서 행운을 가졌다고 말해졌다. 1804년에는 10개 연대가 있었고, 1810년에는 11개 연대, 1813년에는 13개 연대가 있었다.
- 추격기병(Chasseurs-à-Cheval):위 후사르와 무장 및 역할이 똑같은 경장기병대이다. 다만 맨 위에 있던 제국친위 추격기병연대 및 보병의 종류와 비슷한 부대와는 달리 특권적이지 않고, 엘리트도 아니었다. 제복은 색깔이 적고, 보병과 비슷한 원통형모자(후사르의 눈에 띄는 곰털모자와는 대조적이다),녹색의 상의, 녹색의 승마용 바지와 짧은 장화였다. 그러나 가장 숫자가 많은 부대로써 1811년 31개 연대가 있었다. 그중 6개 연대는 프랑스인 부대가 아니었고, 벨기에인, 스위스인, 이탈리아인, 독일인등으로 구성되어있다.
- 창기병(Lanciers):나폴레옹 군대에서 가장 무서운 기마대는 폴란드의 비스츠라 울란 창기병이었다. '지옥의 투우사'란 스페인어로 '폴란드의 악마(Los Diablos Polacos)'란 별명이 붙어진, 중장 및 경장의 기병대는 후사르와 같은 빠른 속도와 흉갑기병과도 같은 공격력을 갖췄고, 용기병과 같은 융통성도 있었다. 이름이 나타내는 것과 같이 창과 사벨과 권총을 휴대하고 있다. 창기병은 창이 보병의 총검보다 먼저 닿기 때문에 보병을 정면공격할 때에는 제일 효과가 있었다(1811년 아르페에라 전투에서 영국의 코르본 연대와 맞붙을 때 증명되었다). 또한 행군하는 적을 추격하는 일에도 뛰어났다. 다른 종류의 기병대에 대해서도 같은 효과가 있어, 유명한 예로는 워털루 전투에서 로얄 스코츠 그레이스와 그 지휘관인 윌리엄 폰소너비경의 숨을 끊어놓았다. 친위대이외에 창기병은 9개 연대였다. 전쟁 종결후, 영국은 프랑스군에게 자극을 받아 독자적인 창기병연대를 창설했다.

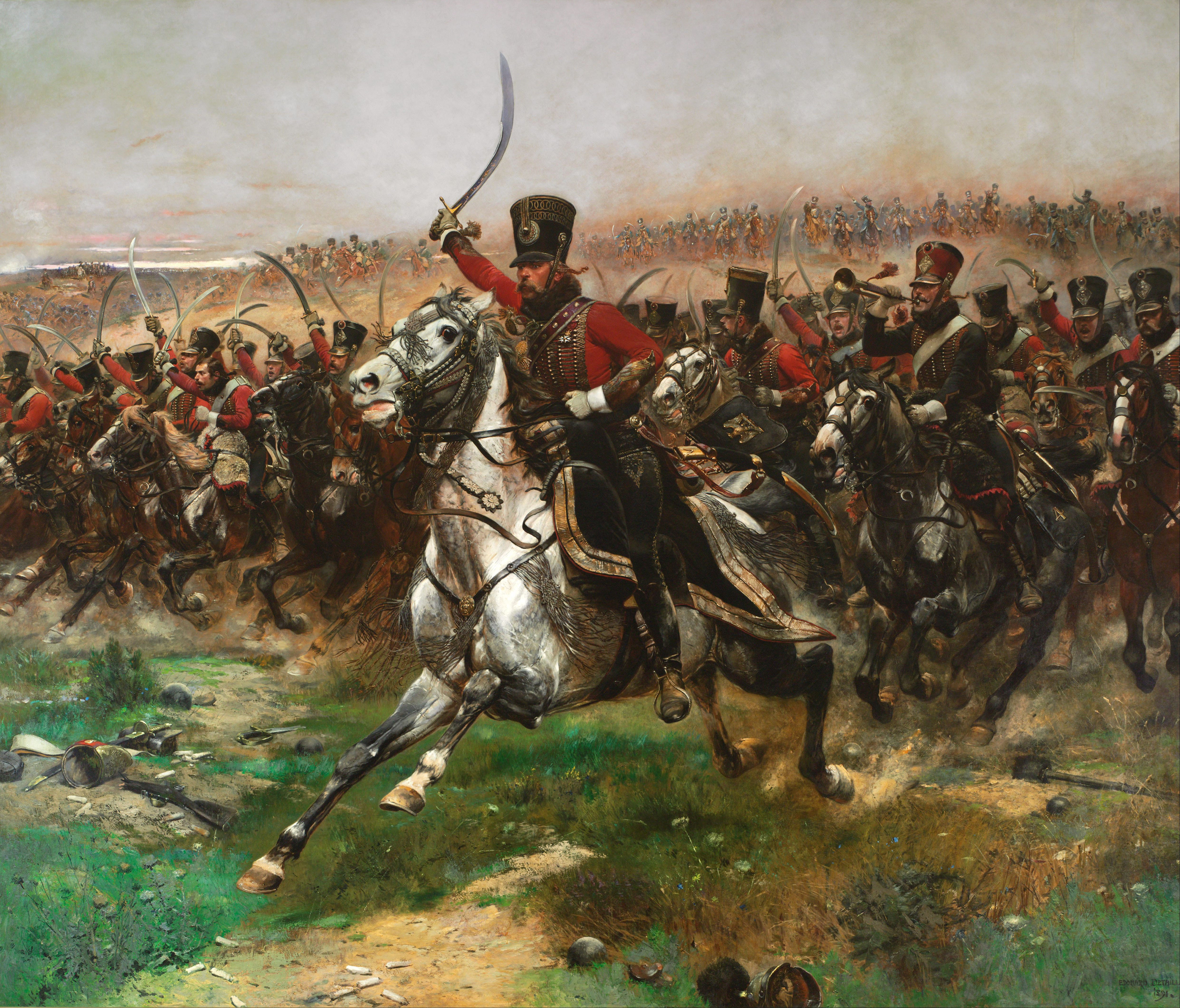
프리틀란트 전투에서 돌격하는 프랑스 후사르 4연대.
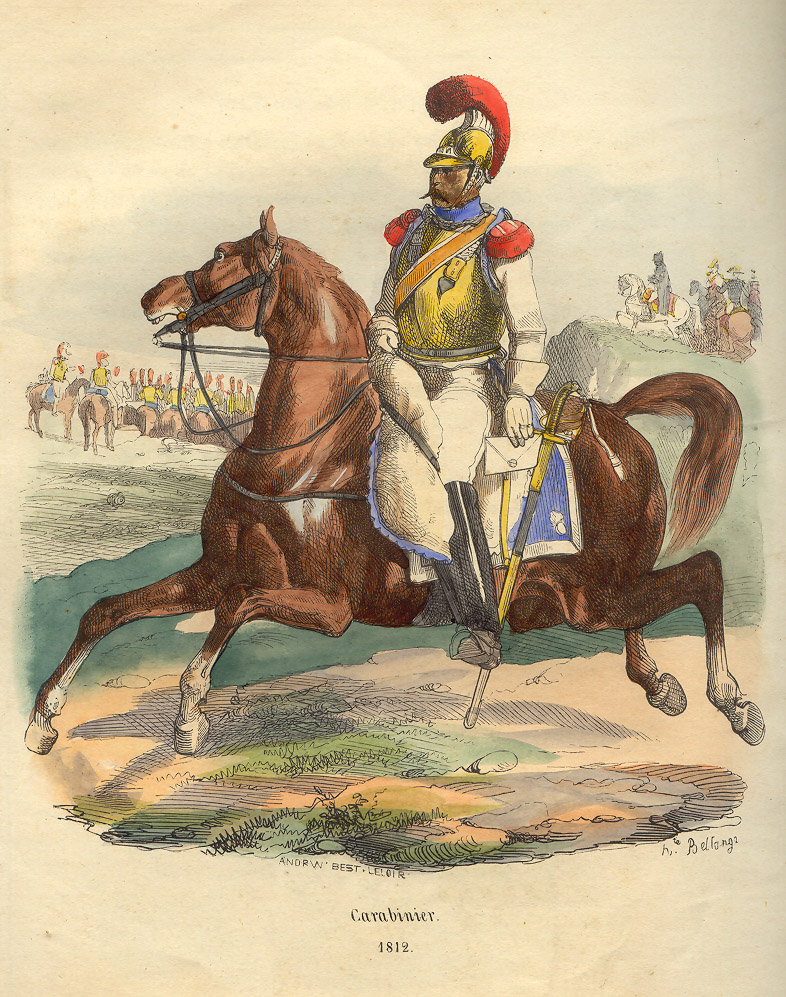
프랑스 기총기병.
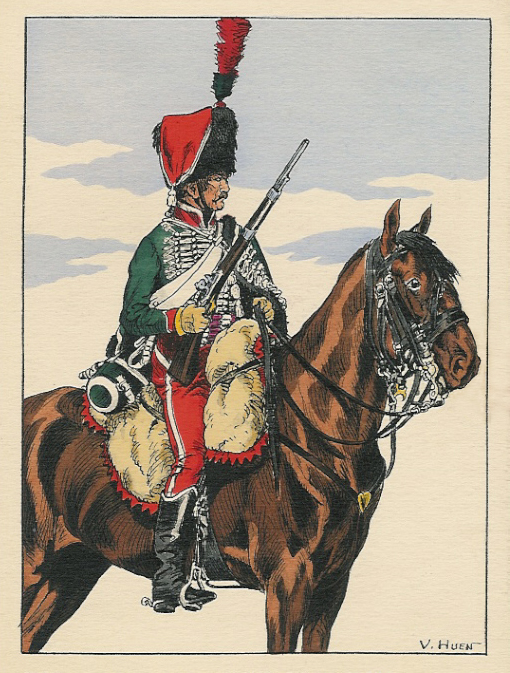
1804년 제8연대의 후사르
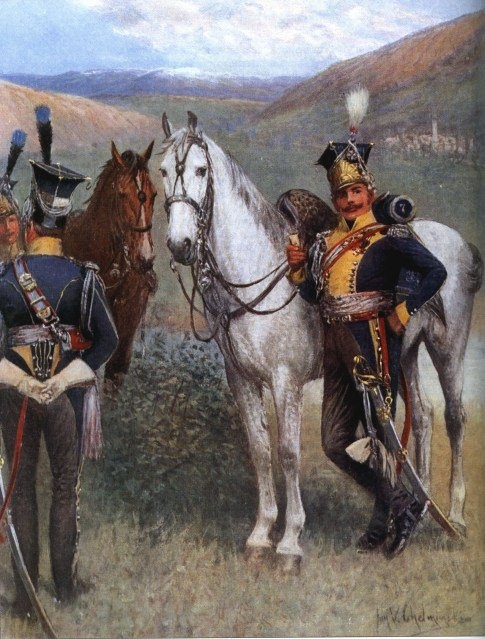
제1 비스츠라 울란 연대의 창기병

### 보병(Infanterie)
보병대는 대부분 대육군에서 가장 매력적인 전투를 벌이지는 않지만, 거의 전투에서 예봉이 되어 그 성과가 승패를 나누었다. 보병대는 크게 2가지로 구분할 수 있다. 하나는 전열보병대(Infanterie de Ligne)이고, 또 하나는 경장보병대(Infanterie Légère)이다.

#### 전열보병연대(Infanterie de ligne)
전열보병연대는 대육군의 대부분을 차지하고 있다. 1803년 나폴레옹은 연대란 말을 복권시켰다. 프랑스 혁명 중에 이것은 반 여단(demi-brigade, 2개 1여단이 되어 왕립이라는 의미가 합치지 않는다는 사실도 있다)은 일시적인 부대 및 보조부대로써 밖에는 사용할 수 없었다. 대육군의 창설시 89개 전열보병연대(Régiments de Ligne)가 있었으나, 이 숫자는 프랑스의 현의 숫자와 같다. 최종적으로는 156개 연대가 되었다.
전열보병연대는 나폴레옹 전쟁 중에 크게 변하였지만 기본적인 구성요소는 대대였다. 1개 보병대대는 약 840명으로 이루어져, 이것이 대대의 정원이 되었고, 대부분의 부대도 변하지 않았다. 별도로 400~600명의 대대도 있었다. 1800년부터 1803년까지는 전열보병대대에는 8개 수발총병 중대와 1개 척탄병 중대가 배속되었다. 1804년부터 1807년까지는 7개 수발총병 중대와 1개 척탄병 중대, 1개 특별(voltigeur)중대가 배속되었다. 1804년부터 1807년까지는 4개 수발총병 중대와 1개 척탄병 중대, 1개 특별중대가 배속되었다.
- 수발총병(Fusiliers):수발총병은 보병대대의 대부분을 차지하고 대육군의 전형적인 보병이라고 생각된다. 무기는 활강총인 수발식 샤를르빌 1777연식 머스켓총과 총검이었다. 훈련은 행군속도와 지속시간에 중점을 두었고, 접근전 및 백병전에서 각자 목표를 정해 사격하는 것을 계속했다. 이것은 유럽의 적대국의 대다수 군대와는 다른 것이고, 타국에서는 이런 대형에서 움직일 때 일제사격을 가하는 것에 중점을 두었다. 나폴레옹 전쟁 초기 때 프랑스군의 승리는 장거리를 재빨리 이동하는 능력에 의한 것이었고, 이 능력은 보병에게 부과된 훈련의 선물이었다. 1803년부터 1개 대대는 8개 수발총병 중대로 이루어졌고, 1개 중대는 약 120명의 인원이 있었다. 1805년 수발총병 중대 중 1개를 개조하여 1개 특별중대를 만들었다. 1808년 나폴레옹은 보병대대를 9개 중대에서 6개 중대로 바꾸었다. 새로운 중대의 구성원은 140명 정도였고, 그중에 4개 중대는 수발총병, 1개 중대는 척탄병 중대, 1개 중대는 특별 중대였다. 모자는 삼각 모자였는데, 1807년 원통형모자로 바꿨다. 제복은 하얀 바지, 하얀 외투와 진청색 상의(1812년까지 헤비 롱,그 후에는 헤비 베스트)에 하얀 금장을 달고, 빨간색의 옷깃과 유구이다. 모자에는 색색의 방울을 달았다. 이 방울의 색깔은 중대마다 달랐다. 1808년 이후 재편성에서 제1중대는 진녹색의 방울, 제2중대는 하늘색, 제3중대는 갈색, 제4중대는 보라색의 방울을 달았다.
- 척탄병(Grenadiers):척탄병은 나폴레옹의 보병 중에서 엘리트 중대였고, 고참병들이 대부분이었다. 새로 만들어진 대대에는 척탄병중대가 없었다. 나폴레옹은 2번의 원정작전에 참가시킨 후에 최정예이며 용감하고 키가 큰 수발총병을 척탄병 중대로 배속시킨 후 승격시켰고, 대대에는 2개 이상의 척탄병 중대가 존재할 수 없었다. 척탄병의 신병조건에는 연대중에서 키가 크고, 두려움이 없어야 하고, 콧수염이 있어야 했다. 거기에 모자가 곰털로 되어 있고, 상의에는 빨간색 견장을 달았다. 1807년 이후 곰털모자는 빨간색 선과 빨간색 꼬리털이 들어간 원통형모자로 교체되었다. 그러나 많은 병사들이 곰털모자를 좋아했다. 표준 샤르빌1777형 머스켓 총과 총검으로 무장된 척탄병은 짧은 사벨을 휴대했다. 이것은 접근전에 사용하는 것으로 불을 지피기 위해 나무를 자르는 도구로도 사용했다. 척탄병중대는 통상적으로 가장 전통적인 영예가 있는 장소에서 대열의 우측에 위치한다. 작전행동중에는 척탄병중대는 척탄병대대를 형성하고, 때에 따라서는 연대 및 여단을 형성하기도 한다. 이 배치로 인해 커다란 전투대형의 전위에 배치되기도 한다.
- 특별병(Voltigeurs):특별병은 전열연대의 엘리트 경장보병이었다. 1805년 나폴레옹은 전열대대 중에서 키가 작고 민첩한 사람을 선발하여 특별병중대를 만들 것을 명령했다. 이 중대는 대대의 계층 중에는 척탄병중대 다음이었다. 그 이름대로 중요한 사명이 있었다. 특별병중대는 적의 기병에 대해 말에 뛰어올라 싸우는 것으로 볼쌍사나운 아이디어였지만 전투에서는 별로 일어나지 않았다. 그럼에도 불구하고, 특별병은 중요한 인무를 지녔고, 산병전 및 각 대대의 정찰등을 벌였다. 훈련에서는 사격기술 및 재빠른 행동에 중점을 두었다. 모자는 이각형모자로 황색과 녹색으로 이루어졌고, 황색과 빨간색의 커다란 꼬리털이 달려있다. 1807년이후 원통형모자로 변경되어 황색선과 동일한 꼬리털이 붙여졌다. 상의는 녹색의 선이 있는 황색의 견장과 황금색 금장이 달려있다. 휴대 무기로는 짧은 용기병용 머스켓총이 있었으나, 실제로는 샤르빌1777형 머스켓 총과 총검을 장비했다. 척탄병과 마찬가지로 접근전용 짧은 사벨을 휴대하고 있지만 웬만하면 사용하지 않았다. 각 특별병중대는 마찬가지로 경장보병연대 및 여단을 만들어 움직였다. 1808년이후 전열의 좌측에 위치했다. 이 위치는 전통적인 전열전투의 2번째에 해당하는 명예로운 것이었다.

#### 경장보병(Infanterie légère)

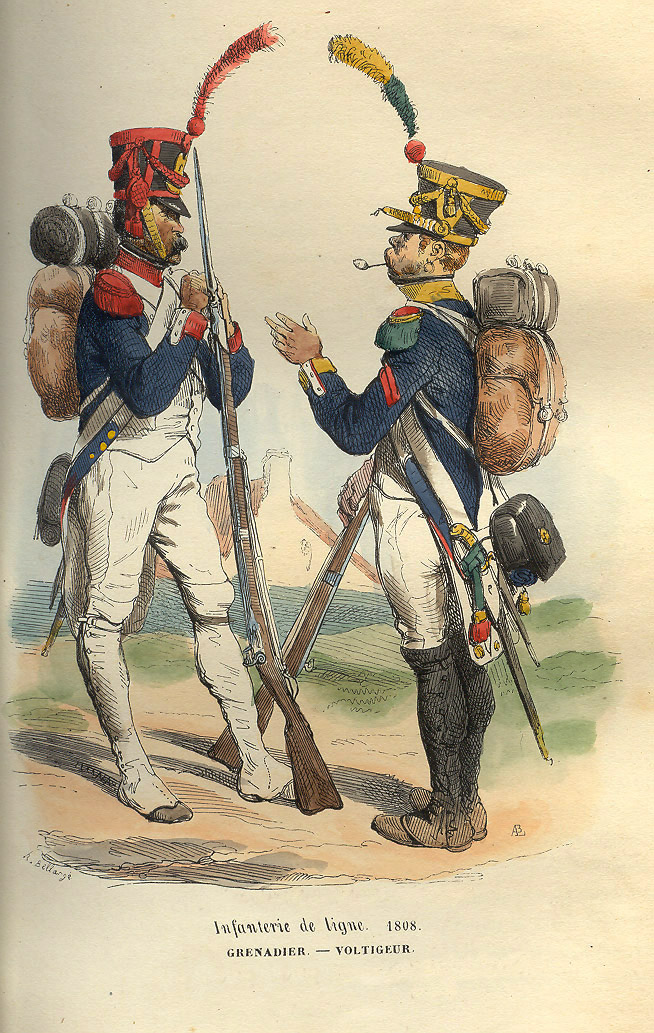
척탄병(왼쪽), 특별병(오른쪽）

전열보병대가 대육군 보병의 대부분을 차지하고 있었으나, 경장보병도 중요한 역할을 맡고 있었다. 경장보병연대는 35개 연대를 넘지 못했다(전열보병의 155연대와는 대조적이다). 또한 산병전을 포함해 전열보병과 같이 작전행동을 하였다. 그와 달리 훈련방법에 있어 높은 단결심을 생기게 하였다.
경장보병의 훈련은 사격술과 재빠른 행동에 특히 중점을 두고 실시했다. 그 결과 경장보병은 전열보병에 비해 정확한 사격자세와 신속한 행동력을 몸에 지니게 되었다. 경장보병연대는 많은 전투행위에 참가하고, 거기에 대규모 작전의 초계시에 이용하는 경우가 많았다. 당연히 지휘관들은 전열보병보다도 경장보병에게 임무를 맡기는 경우가 많아, 경장보병부대의 단결심이 높아졌고, 또한 그 화려한 제복 및 태도로 많이 알려졌다. 경장보병대원은 전열보병대원보다도 키가 작아야 할 요구가 있었고, 삼림을 지나갈 때 민첩성 및 산병전의 상황에서 몸을 숨길 수 있는 능력이 생겨나야 했다.
경장보병대대의 구성은 전열보병대대의 그것과 비슷하나 척탄병, 수발총병, 특별병과는 다른 종류의 부대가 존재하였다.
- 추격병(Chasseurs):추격병은 경장보병대대의 수발총병이었다. 이들이 대대의 대부분을 차지하고 있다. 무기는 샤를르빌 1777연식 머스켓총과 총검이 있으나, 접근전용의 짧은 검도 휴대하고 있다. 추격병의 제복은 수발총병보다도 화려했다. 1806년까지는 원통형모자에 진녹색의 커다란 깃털과 하얀색 끈이 있다. 제복은 전열보병보다도 어두운 청색으로 작은 다툼이 일어날 때 위장복이 되기도 했다. 상의는 전열보병과 같으나 (내용채워야함). 또한 진청색과 빨간색의 견장이 붙어있었다. 바지는 진청색으로 장화는 기병의 것보다 길었다. 1807년이후 원통형모자는 표준의 원통형모자로 바뀌게 되었으나 하얀 끈이 장식되었다. 전열의 수발총과 마찬가지로 모자에는 색깔이 있는 방울을 달았으나, 이 색깔은 연대의 것과는 다른것이었다.
- 기총병(Carabiniers):기총병은 경장보병대대의 척탄병이었다. 2번의 원정작전에 참가한 경험이 있고, 키가 큰 용감한 추격병이 기총병중대에 선택되었다. 그들은 대대의 엘리트부대였다. 척탄병과 같이 콧수염을 기르도록 했다. 무기는 샤르빌1777년형 머스켓 총과 총검 및 짧은 사벨이었다. 모자는 높은 곰털모자였다(1807년 빨간과 녹색이 들어간 원통형 모자에서 빨간 깃털모가 부착된 것으로 바꾸었다). 제복은 추격병과 같으나 빨간 견장이 있었다. 기총병중대는 더 큰 기총병부대를 구성하는 경우가 있어, 돌격을 요구하는 작전에 사용되었다.
- 특별병(Voltigeurs):특별병은 전열보병대대의 특별병과 같은 임무를 띠고 있으나, 거기에 민첩성과 사격술을 요구했다. 제복은 수발총병과 같으나 황색과 녹색의 견장이 있고, 1806년부터 앞에 모피제 높은 모자(colpack)가 원통형모자로 바꾸게 되었다. 모피제 높은 모자에는 빨강위에 황색의 커다란 깃털모와 녹색의 끈이 있다. 1807년 이후 원통형 모자에 변형된 황색의 커다란 깃털모와 황색의 끈이 있다. 이 특별병중대도 필요에 따라 큰 부대를 구성하는 일도 있다.

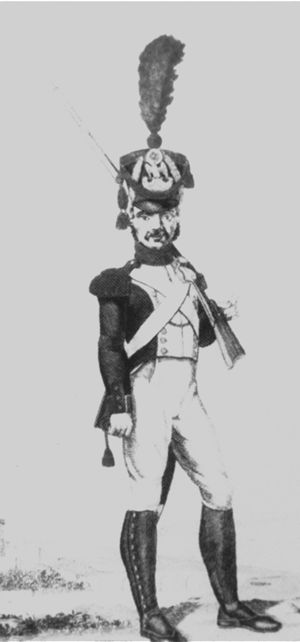
Grenadier of the Line, c.1812.

### 포병(Artillerie)
나폴레옹은 포병장교 출신으로 다음과 같은 말을 했다고 전해진다. ["포병이 좋다면 신이 우리 편이다"].여기서 기대할 수 있는 것은 프랑스 대포는 대육군의 근간이었고 3군중에서도 대규모 화력을 보유해 짧은 시간에 적에게 크나큰 타격을 줄 가능성이 있었다. 프랑스 대포는 여러 번의 집중포화(대포병 대대)에 이용하여 보병 및 기병이 접근전을 벌이기 전에 적의 전열을 괴롭혔다. 포병부대의 절묘한 훈련에 의해 나폴레옹은 고속으로 이 무기를 이동시켜, 약한 방어선을 지원하고 적의 전열을 깨뜨리는 도구로 사용하였다.
절묘한 훈련이외에도 나폴레옹의 포병대는 많은 전술적인 개량을 통해 전력을 상승시켰다. 장바티스트 드 그리보발이 만든 프랑스 대포는 가볍고 재빠른 이동에 조준을 쉽게 할 수 있었고, 또한 대차를 강화해 구경을 표준화시켰다. 통상 프랑스 대포는 4파운드, 8파운드, 12파운드의 것이 있고, 6인치 유탄포가 있었으나, 전쟁후기에는 모두 6파운드로 교체되었다. 포신은 황동제이고, 대차, 차바퀴 및 전차는 황록색의 페인트로 칠했다. 포병을 보병 및 기병의 부대와 융합되어 서로 지원해주고, 때에 따라서는 단독으로 행동할 때도 있다. 포병대는 2가지 분류가 있는데, 도보포병대(Artillerie a Pied)와 기마포병대(Artillerie a Cheval)가 있다.

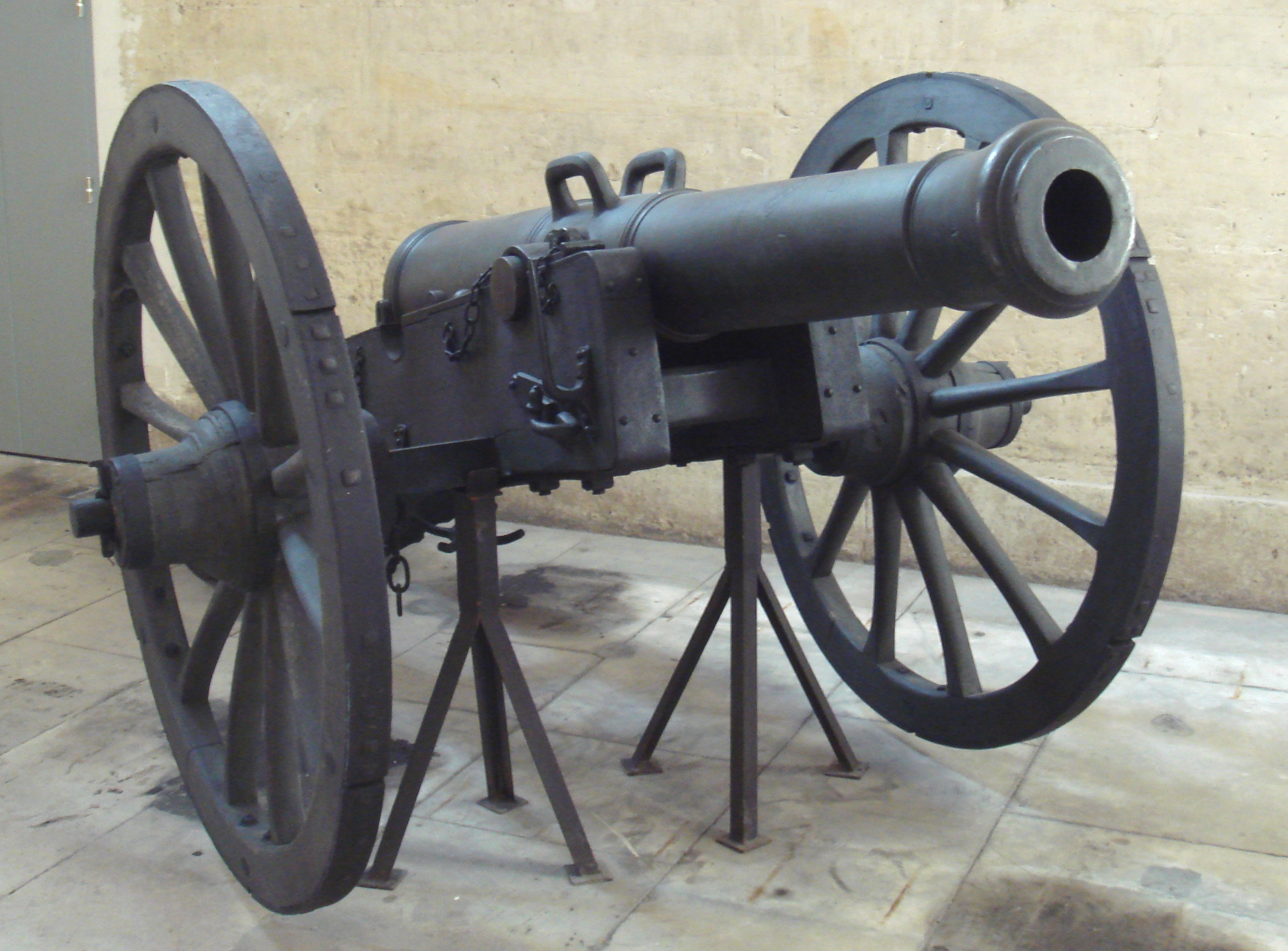
그리보발의 12파운드 야포 Canon de 12 Gribeauval
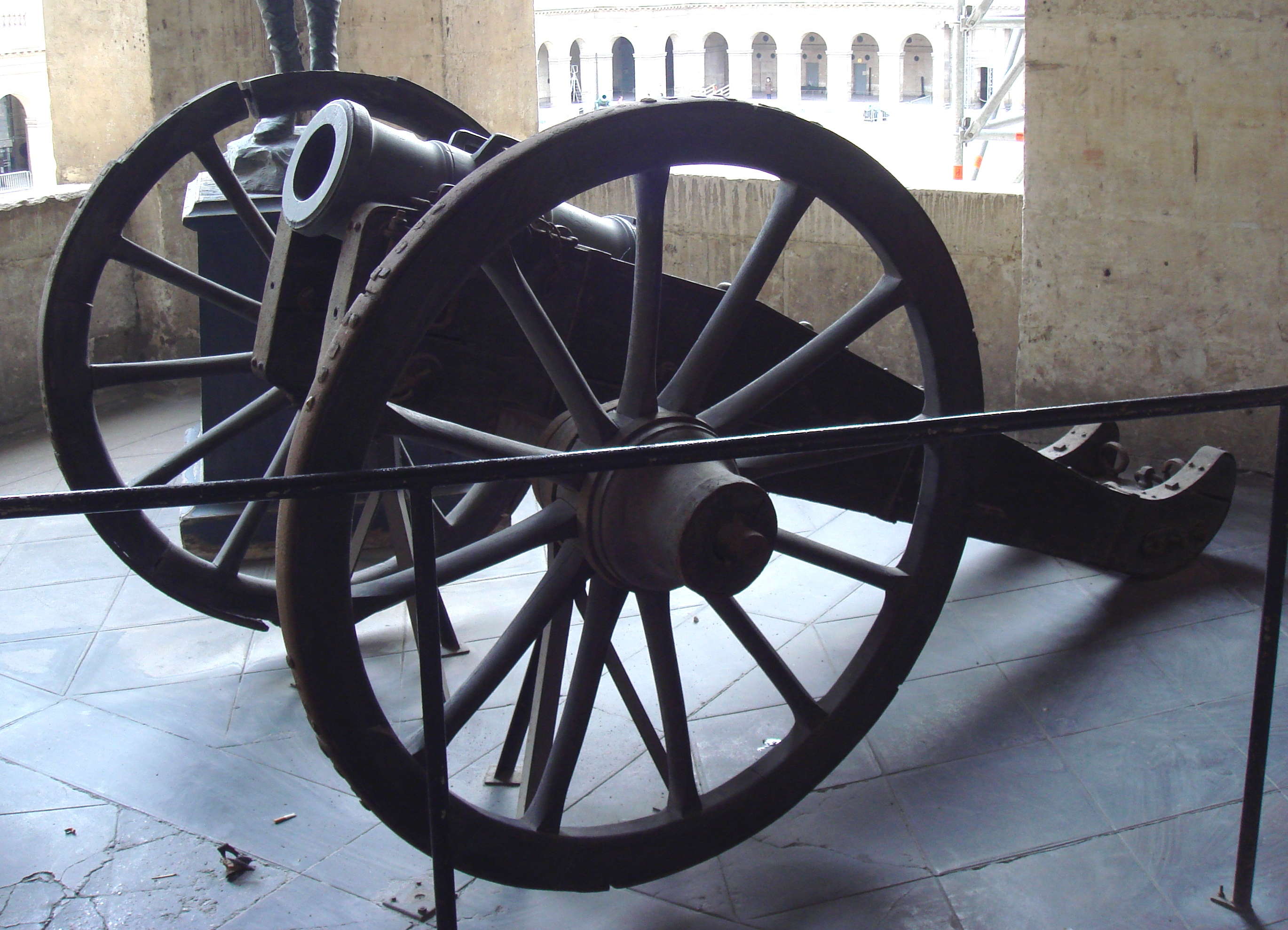
그리보발의 6인치 유탄포 Obusier de 6 pouces Gribeauval

#### 도보포병대(Artillerie à pied)
이 이름이 나타내는 것처럼, 포병은 대포를 가지고 행군했고, 대포는 물론 말이 끌었다. 그 때문에 행군속도는 보병보다는 뒤처졌다. 1805년 8개 연대, 후에는 10개 연대가 되었고, 거기에 친위연대에는 2개 연대가 있었다. 그러나 기병 및 보병연대와는 달리 이들은 관리상 조직이 있었다. 중요한 작전상 및 전술상 부대는 120명 정도가 대대(또는 중대)가 되고, 여단에 만들어져 사단 및 군단에 배속되었다.
- 사단포병대: 각 사단은 3~4개 대대의 1개 연대가 있고, 1개 대대는 대포 8문(대포 6문, 유탄포 2문)을 갖고 있었다.
- 군단포병대: 각 군단도 독자의 1개 연대이상의 포병대가 있고, 특이하게 중대형 대포를 장비하고 있었다.

대대의 요원은 포병, 부사관, 장교이외에 금속가공, 목공, 모피 등의 가공작업자도 포함되어 있었다. 그들은 예비부품을 만들어 대포, 대차, 탄약상자, 마차의 유지 및 수리를 하였고, 말의 관리 및 군유품의 보관도 하였다.

#### 기마포병대(Artillerie à cheval)
기병은 기마포병대의 재빠른 행동과 빠른 포격의 지원을 받았다. 이 부대는 기병과 포병의 조합으로 이루어졌고, 말 및 대차에 올라 전투에 참가했다. 전선에 매우 가까이에서 활동하기 때문에 장교 및 포병은 용기병 같은 접근전용 무기를 사용하는 훈련도 받아야 했다. 일단 배치장소에 다다르면, 그들은 재빨리 말에서 내려 대포를 거취하고 적에게 조준한 다음 집중포화를 퍼부었다. 거기에 대포를 대차에 싣고 새로운 장소로 재빨리 이동할 수 있었다. 이런 일련의 행동을 완수하기 위해서는 훈련을 거듭해야 했기 때문에 이들은 포병 중에서도 엘리트 부대라 할 수 있었다. 친위기마포병대는 전속으로 달려가 최초의 포탄을 날리는데 1분밖에 걸리지 않았다. 이런 움직임을 보고 경악한 웰링턴장군은 후에 이렇게 적었다고 한다. [그들에게 권총을 쏘면 그들은 대포를 날려 보냈다] 관리상 연대는 6개였고 거기에 친위병에게 1개가 있었다. 기병부대에 할당된 대대가 더해져, 나폴레옹은 각 군단에 배치하고, 또한 가능하다면 각 사단에 적어도 1개 대대를 배치했다. 이 능력을 충분히 발휘하기 위해서는 그 창설과 유지를 위해 상당한 비용을 지불해야 했다. 그 때문에 기마포병대의 숫자는 도보포병대에 비해 매우 적었고, 구성비는 5분의 1 정도였다. 황제는 기마포병대의 병사 모두의 이름을 기억할 수 있다고 자신만만하게 이야기할 정도였다. 수많은 훈련, 말, 무기 및 장비이외에도 그들은 많은 군수품을 사용했다. 기마포병대는 도보포병대의 2배, 친위포병대의 3배의 비용이 필요했다.

#### 견인포병마차(Train d'artillerie)
견인포병마차는 나폴레옹에 의해 1800년 1월에 창설되었다. 그 기능은 포차를 끄는 말을 제어하는 마꾼이다. 이때까지 프랑스에서는 민간 마꾼을 고용하였으나, 그들은 전쟁 중에 대포를 버리고 자신들 및 가치가 있는 말의 목숨을 지켰다. 견인포병마차의 요원은 이전의 민간인과는 달리 무장과 훈련을 실시하여 병사와 같이 제복을 받았다.
견인포병마차는 당초 5개 중대로 구성되었다. 제1중대는 엘리트라고 간과하여 기마포병대대에 배속되었다. 중간의 3개 중대는 도보포병대대에게 배속되어 예비부품상자, 물자용 마차의 관리 및 옥외에서 대장간일도 담당했다. 최후 1개 중대는 예비역으로 신병 및 말의 훈련을 실시했다. 1800년 원정작전이 계속되어 견인포병마차는 8개 대대로 재편성되어, 각각 7개 중대를 맡았다. 나폴레옹이 포병대를 증강하자 대대가 추가되어 1810년에는 14개 대대를 헤아리게 되었다. 1809년, 1812년 및 1813년에는 최초의 13개 대대가 배로 증가하여 27개 대대가 되었다. 거기에 1809년 이후 대대 중에는 여단의 대포를 맡아 중대를 창설하게 되어 보병대에 배속되었다.
친위병은 독자의 견인대를 갖고 있어, 친위포병대가 증가하여 확장되어 대대보다도 물론 연대로써 조직화되었다. 정점은 1813년부터 1814년까지 친위선임병대는 12개 견인중대에 친위청년포병대는 16개 견인중대에 지원되어 포병대대에 1개 중대가 배치되었다.

## 지원부대(Services de support)

### 기사(Ingénieurs)
기병, 보병, 포병이 전투에서 각광을 받을 때 그림자로써 군대에는 여러 가지 타입의 군사 기사(技師)가 있다.
대육군의 교량기사(Pontonniers)는 나폴레옹의 군대유지기구에서 중요한 역할을 맡았다. 특히 부선(浮船)을 서로 연결해 간이교량을 구축해 물이란 장해물을 넘을 수 있게 한 공헌이 제일 크다. 교량기사의 기술에 의해 적이 위치하지 않은 강을 넘어 적의 허를 찔렀고, 이후 모스크바에서 철수할 때 베레지나에서 전멸위기에 빠진 아군을 구하기도 했다.
기사들이 각광을 받지는 못했지만, 나폴레옹은 교량기사의 가치를 잘 알고 인정했으며, 자신의 군대에 14개 대대를 배치하고, 그 지휘를 빛나는 경력을 가진 기사 장바티스트 에블레 장군에게 맡겼다. 그의 도구 및 장치를 사용한 훈련에 의해 재빨리 다리의 여러 가지 부품을 만들어 조립한 후 재이용하였다. 필요한 재료, 공구, 부품은 중대의 마차로 운반했다. 만약 부품 등이 부족한 상황에는 즉시 마차에 실어놓은 대장간 등으로 장치를 제작했다. 1개 기사중대에는 80개의 여러 가지의 다리(긴 것은 120m에서 150m)를 7시간이내에 조립해 만들 수 있었다. 이것은 오늘날의 기준으로 보더라도 경이적이었다.
교량에 더해서 적의 방어시설에 대응하기 위해 토목공병의 중대도 있다. 교량기사보다는 의도가 있는 역할을 맡았기에 사용빈도는 적었다. 황제가 에가 포위전등 초기 원정작전의 경험을 토대로 고정된 방어시설에 정면공격할 때도 가능한 회피하고 고립시키는 방법을 생각해내자, 토목공병 중대는 통상 기타 임무로 돌려졌다.
조니라고 불리는 색다른 타입의 기사중대가 대대 및 연대 내에 만들어졌다. 조니는 대육군 내부에서 통하는 말로써 기사를 가리키는 것이지만 원래 의미는 오늘날에도 사용되는 [jeu de mot] 라고 원하는 소원을 듣고 마법의 힘으로 실현시켜주는 정령(精霊(Genie)이라고 한다. 현재 프랑스어로써 공병이 Génie militaire라고 불리는 것을 보면 이 이름이 남은 것이라 생각된다.

### 병참술(Logistique)
나폴레옹의 어록 중에 인용한 말은 [군대는 밥으로 행진하는 살아있는 생물]이라고 했다. 이것은 군대의 병참이 얼마나 중요한 것인지 표현한 것이었다. 대육군의 부대는 개인당 4일분의 식료를 지급했다. 이것 말고 뒤따르는 수송차에는 8일분이 적재되어 있지만, 이것은 긴급 시에만 소비하는 것들이었다. 나폴레옹은 병사들이 수렵채집과 식료의 징발(약탈, La Maraude)로 나날을 보내는 것을 권장했다.
보급물자는 작전 개시전 건설된 전진기지 및 창고에 비축했다. 이 물자는 군대가 전진하기 시작하면 전방으로 이동시켰다. 대육군의 보급기지에서 군단 및 사단의 보급 창고에 물자가 배치되고, 여기서 사단 및 연대의 수송부대에 배치되어, 각 부대에는 수렵, 채집으로 양을 확보시킨 식료가 비치되었다. 수렵, 채집 대한 의존도는 정치적인 압력에 의해 결정되었다. 우호적인 나라의 영토를 통과할 때는 [이 나라가 공급하는 것을 먹어라]라고 말하지만, 중립국을 통과할 시기에는 보급문제가 발생했다. 대육군이 5주간에 걸쳐 1일 15마일(24km)의 속도로 행군이 가능한 것은 바로 위의 계획에 의한 것이 절반, 행군하면서 얻어낸 것 절반의 병참이었다. 병참문제를 돕기 위해 기술적 혁신도 있어서 예를 들면 니콜라 아베르가 발명한 오늘날의 통조림에서 비롯된 보존식의 기술이 있다.

### 의료 종사자(Medical)

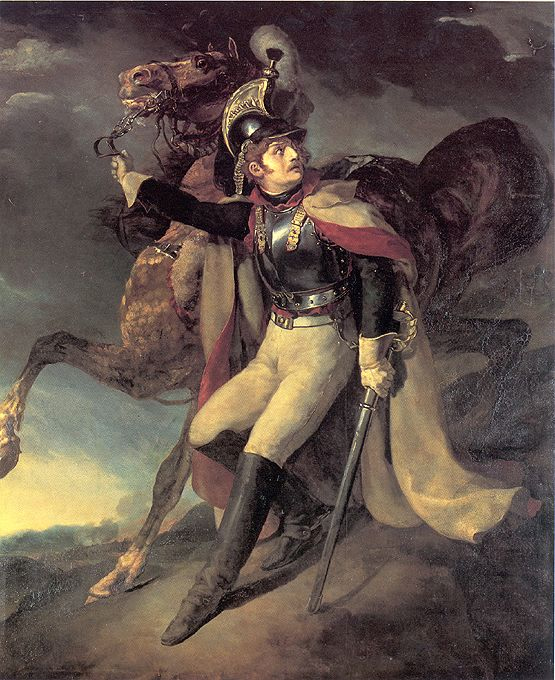
Cuirassier blessé quittant le feu (상처입고 전장을 떠나는 흉갑기병), 1814 by Théodore Géricault.

의료종사자등은 영광도 권위와도 관계가 희박한 부문은 없으나, 그들은 전투후 무서운 광경에 대처할 필요가 있었다. 어느 여단, 사단, 군단에는 각자 의료종사자가 있고, 위생병은 부상자를 발견해 운반하고, 간호병은 개호 및 간호를 하고, 다른 약제사 및 의사, 외과의가 있다. 이들 의료종사자에는 여러 훈련이 부족한 사람 및 부적절한 자들이 다른 일을 담당한 부대도 있다. 대육군의 의료상태는 당시 대부분 군대와 마찬가지로 원시적인 것이다. 전투보다도 부상 및 질병으로 죽는 사람이 더 많았다.(더 보기:나폴레옹 전쟁의 사상자) 위생 및 항생물질에 관련된 지식도 당시엔 없었다. 외과치료라고 하는 것도 대부분 절단이었다. 마취는 강한 알코올을 마시게 하거나, 때에 따라서 환자를 때려 의식을 잃게 하기도 했다. 대체수술을 받은 환자의 ⅓ 이 살아남지 못했다.안죽은게 신기한 미친 텐션의 병사들
나폴레옹 전쟁 기간 군대의 의료기술 및 치료기술은 커다란 진보를 이루지는 못했지만, 대육군에서는 의료 종사자의 조직화에서는 개선의 은혜를 받았다. 외과장군인 도미니크장 라레 남작의 제창에 의해 이른바 비상 구급 시스템이었다. 전장에서 프랑스군 비상 포병대가 움직인 그 이동속도를 관찰한 라리 장군은 이것을 부상자를 신속하게 운반하고, 훈련받은 사람과 위생병과 운반요원등을 마차에 태운 조직으로 전환했다. 이것은 현대의 군사 구급 시스템의 선구가 되었고, 오랫동안 수십 년간 세계 속의 군대에 의해 채용되었다. 라리는 이동력을 높여, 야전병원의 조직을 개선하는 것으로 인해, 현대 이동육군외과병원의 원형을 만들었다.
부상자의 고난에 대해서 증언을 읽는 건 두려운 일이었다. 나폴레옹 자신도 "죽음보다도 고통을 이기는 자가 용기가 있다."라고 말할 정도였다. 그는 살아남은 자들에게 프랑스에서도 가장 좋은 병원에서 휴양할 수 있도록 보증을 해주었다. 또한 상이군인은 영웅으로 취급하여 훈장을 수여하고, 급여와 필요하다면 의수도 주기도 했다. 부상자는 신속하게 이야기가 이루어져, 영예가 내려지고, 귀향후의 생활도 돌보아주는 것으로 알려지면서, 대육군에서도 사기가 오르고, 전투능력도 상승하게 되었다.

### 통신(Communications)
다음으로 설명할 통신은 확실히 작은 기본적 지원업무였다. 모든 명령은 이때까지 수세기동안 이어진 것과 같이 말에 올라탄 전령에 의해 운반되었다. 기병은 그 용감함과 기마기술을 발휘해 그 임무를 완수한 경우가 많았다. 단거리 전술적인 신호는 시각적으로 깃발로 했고, 청각적으로 드럼 및 군대나팔, 트럼펫등 악기로 전했다. 이들 기수 및 악기연주자는 상징적, 의식적, 또는 사기를 높이는 기능이 더해져 중요한 정보통신역할을 맡았다.

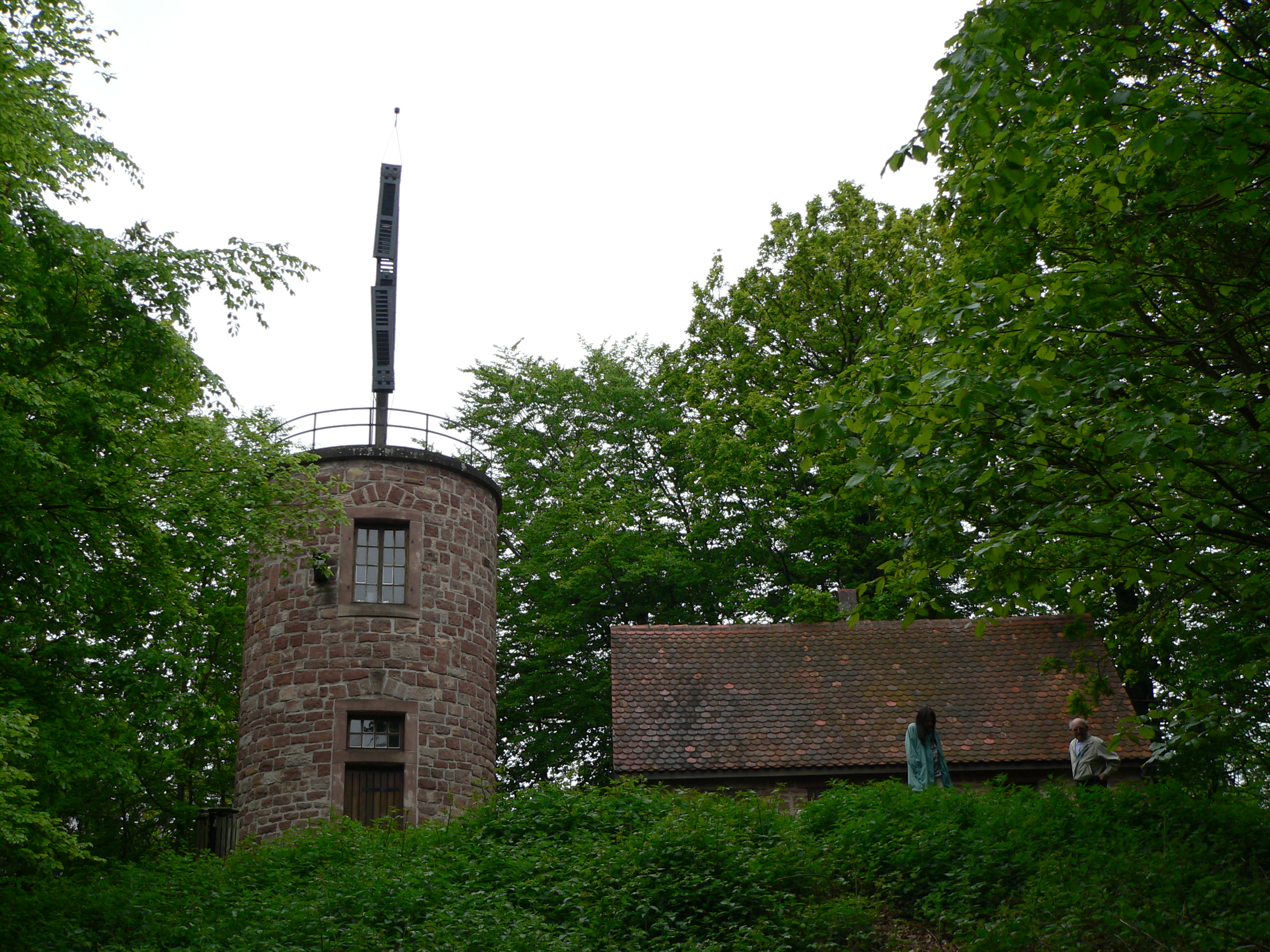
샤프(Chappe)의 완목 통신탑 프랑스 세베느 탑 근처

대육군은 프랑스 혁명 기간에는 장거리 통신수단에 관해서 혁신적인 것을 얻지 못했다. 프랑스군은 대규모로 조직한 전서구(傳書鳩)를 전령으로 채용하고, 또 관측용 열기구를 정찰과 통신에 이용한 최초의 군대였다. 그러나 클로드 샤프에 의해 발명된 교묘한 광학적인 테레그라프 신호장치(완목통신)란 형태로 장거리 통신의 경우엔 대단한 진보를 얻었다.
샤프의 장치는 서로 주시할 수 있는 거리에 위치한 작은 탑에 만들어진 네트워크이다. 탑은 9m 높이이며, 최정상부에는 3개의 커다란 목재 이동봉(완목)이 붙어져 있었다. 이 봉은 레귤레이터라고 불리며, 프리와 연자를 이용하는 훈련을 받은 조작원에 의해 조작되었다. 완목의 위치에 따라 4가지의 의미가 있었고, 그것을 조합하는 것에 따라 196가지의 신호가 되었다. 숙련된 조작원에 의해 나쁘지 않게 시야가 확보된다면 파리에서 릴까지 약 193km(123마일)에 있는 15개의 탑을 경유해 약 9분간 1가지의 신호를 보낼 수 있어, 36가지의 신호로 완성된 전문은 약 32분사이에 전송되었다. 파리에서 베니스 사이에도 전문을 약 6시간만에 보낼 수 있었다.
샤프의 완목통신은 나폴레옹의 관심을 끌게 되어, 가장 중요한 비밀병기가 되었다. 특별히 휴대판 완목통신장치를 그의 작전본부와 더불어 이동시켰다. 이것을 사용해 나폴레옹은 장거리에서도 적보다도 빨리 짧은 시간에 병참과 군대의 전략적 조정을 기도할 수 있게 되었다. 1812년 마차에 탑재한 장치에 의한 통신의 연구가 시작되었으나, 전쟁으로 인해 시행할 수 없었다.

## 대육군의 외인부대(Troupes étrangères de La Grande Armée)

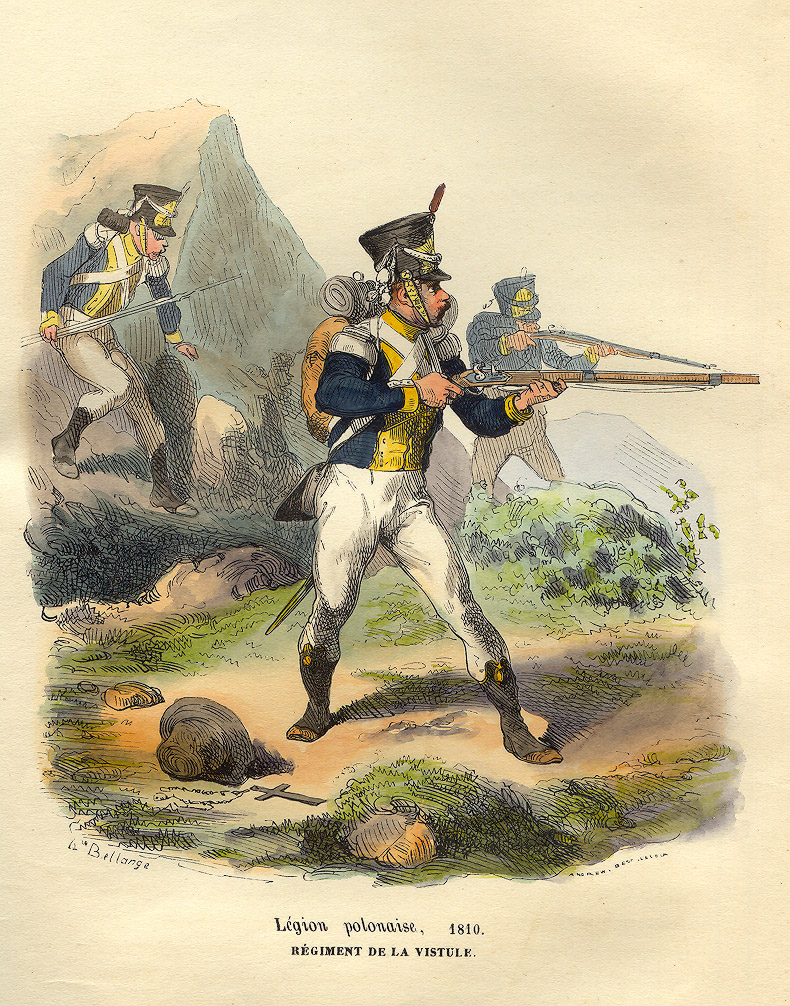
나폴레옹의 폴란드 군단 병사들

많은 유럽 여러 나라가 외국인 부대를 채용하였고, 나폴레옹의 프랑스도 예외는 아니었다. 나폴레옹 전쟁 중에 대육군에서 외국인 부대는 중요한 역할을 맡았고 특징 있는 전투에 쓰였다. 거의 모든 유럽 여러 나라는 여러 단계에서 대육군의 일부가 되었다. 전쟁말기에는 수만 명의 병사가 종군했다. 1805년 라인 동맹의 35,000명의 작센인 부대는 프로이센에 대해 토벌작전에 사용되었다. 1806년부터 1807년에 걸친 동계 원정작전에서는 독일, 폴란드 및 스페인이 대육군의 좌익을 담당해, 발트 해와 인접한 슈트랄준트와 단치히의 항구를 점령하는걸 도왔다. 1807년 프리틀란트 전투에서 란원수의 사단은 상당한 숫자의 폴란드, 작센, 네덜란드의 병사들이 차지하고 있었다. 그 시기 외국인 부대가 처음으로 전투에서 중요한 역할을 맡아 눈부신 활약을 보였다. 1809년 오스트리아 원정작전에서는 대육군의 거의 ⅓ 이 라인연방의 병사들이었다. 또한 이탈리아 원정군의 ¼ 은 이탈리아인이었다. 1812년 대육군이 정점을 맞이할 때 러시아에 침공한 부대의 절반이상은 프랑스인 이외에도 오스트리아 및 프로이센을 포함한 20개국 이상의 외국인으로 채워져 있었다.

## 대육군의 계급(Rangs de La Grande Armée)
봉건제도 및 기타 군주정치 시대의 군대와는 달리 대육군의 승진제도는 사회적 계급 및 재력에 의한 것보다 능력을 중시하여 이루어졌다. 나폴레옹은 자신의 군대가 실력사회가 되는 것을 요구했고, 어떤 병사라도 그 태생과는 상관없이 이루어낸 업적에 따라(물론, 그들이 아무리 높거나, 아니면 아무리 빠르게 승진하더라도) 지휘관의 최상급까지 신속하게 오를 수 있게 하였다. 대개 그 목적은 이루어졌다. 이 능력을 발휘할 수 있는 장소를 부여한다면 능력이 있는 사람은 수년동안 정점까지 내달릴 수 있었다. 다른 군대였다면 수십 년이 걸릴지도 모른다. 신분의 낮은 병사에서 그의 군대의 최정점인 원수장(元帥杖)을 갖게된다는 것을 나타낸다. 아래 표는 현재의 미육군과 대조되는 계급의 리스트이다. 또한 갤러리에는 최정점까지 도달한 인물을 표시했다.
| 대육군의 계급(Grande Armée rank)                                      | 미 육군의 계급(Modern U.S. equivalent)   |
| --------------------------------------------------------------------- | ---------------------------------------- |
| 장교(프랑스어:Officiers /영어:Commissioned officers)                  |                                          |
| 원수(Maréchal(칭호)[19]                                               | 중장(Lieutenant General)                 |
| 사단장(Général de division)                                           | 소장(Major General)                      |
| 여단장(Général de brigade)                                            | 준장(Brigadier General)                  |
| 대령(Colonel)                                                         | 대령(Colonel)                            |
| 중령(Colonel en second (Chef de brigade 1793-1803)[20]                | 중령(Lieutenant Colonel)                 |
| 소령(Chef de bataillon or Chef d'escadron)[21]                        | 소령(Major)                              |
| 대위(Capitaine)                                                       | 대위(Captain)                            |
| 중위(Lieutenant)                                                      | 중위(First Lieutenant)                   |
| 소위(Sous-lieutenant)                                                 | 소위(Second Lieutenant)                  |
|                                                                       |                                          |
| 준위(Adjudant-Chef)                                                   | 준위(Warrant Officer)                    |
| 위임 준위(Adjudant)                                                   | 특무 부사관(Sergeant-Major)              |
| 특무 상사(Sergent-Major or Maréchal des logis Chef)[21]               | 선임 부사관(First sergeant)              |
| 상사(Sergent or Maréchal des Logis)[21]                               | 부사관(Sergeant)                         |
| 중사(Caporal-Fourrier or Brigadier-Fourrier)[21]                      | 대리 사관(Company clerk/supply Sergeant) |
| 하사(Caporal) 또는 포병 부사관(Brigadier) .[21]                       | 상병(Corporal)                           |
| 사병(Soldat) 또는 기병(Cavalier)(기병대) 또는 사수(Canonnier)(포병대) | 이등병(Private)                          |

### 대육군 원수들
나폴레옹 시대는 구체제에 비해 능력에 따라 직책을 주었기에 배출된 원수는 총 26명뿐이다. 이들 중 나폴레옹이 황제에 즉위한 1804년에 원수로 임명된 자들은 18명이다.
- 루이 알렉상드르 베르티에, 바그람 공(Prince de Wagram), 뇌샤텔(Neufchatel) 대공, 바란쟌 공작(Duke of Valengin). (1753-1815), 1804년 제국 원수 임명
- 조아생 뮈라, Prince d'Empire, 베르크와 클레브 대공(Grand Duke of Clèves and Berg), 나폴리의 왕(King of Naples) (1767-1815), 1804년 제국 원수 임명
- 본 아드리안 쟈노 드 몽세, 코넬리아노 공작(Duke of Conégliano) (1754-1842), 1804년 제국 원수 임명
- 장바티스트 주르당, 주르당 백작(Count Jourdan) (1762-1833), 1804년 제국 원수 임명
- 앙드레 마세나, 리볼리 공작(Duke of Rivoli), 에슬링 공(Prince of Essling) (1758-1817), 1804년 제국 원수 임명
- 피에르 오주로, 카스틸리오네 공작(Duke of Castiglione) (1757-1816), 1804년 제국 원수 임명
- 장바티스트 쥘 베르나도트, 퐁트 코르보 공(Prince of Ponte Corvo), 스웨덴과 노르웨이의 왕 치하에서 이름은 카를 14세 요한 (1763-1844), 1804년 제국 원수 임명
- 기욤 마리 안 브륀, 브륀 백작(Count Brune) (1763-1815), 1804년 제국 원수 임명
- 니콜라 장 드 뒤 술트, 달마티에 공작(Duke of Dalmatie) (1769-1851), 1804년 제국 원수 임명, 1847년 프랑스 대원수 임명
- 장 란, 몬테벨로 공작(Duke of Montebello) (1769-1809), 1804년 제국 원수 임명 †
- 에두아르 아돌프 카시미르 조제프 모르티에, 트레비즈 공작(Duke of Trévise) (1768-1835), 1804년 제국 원수 임명
- 미셸 네, 엘힝겐 공작(Duke of Elchingen), 모스크바 공(Prince of Moscow) (1769- 1815), 1804년 제국 원수 임명
- 루이 니콜라 다부, 아우어슈테트 공작(Duke of Auerstaedt), 에크뮐 공(Prince of Eckmühl) (1770-1823), 1804년 제국 원수 임명
- 장바티스트 베시에르, 이스트리 공작(Duke of Istria) (1768-1813), 1804년 제국 원수 임명 †
- 프랑수아 크리스토프 켈레르만, 발미 공작(Duke of Valmy) (1737-1820), 1804년 제국 원수 임명(명예직).
- 프랑수아 조제프 르페브르, 단치히 공작(Duke of Dantzig) (1755-1820), 1804년 제국 원수 임명(명예직).
- 도미니크 카트린 드 페리농, 그레나드 후작(Marquis of Grenade) (1754-1818), 1804년 제국 원수 임명(명예직).
- 장 마티유 필리베르 세뤼리에, 세뤼리에 백작(Count Sérurier) (1742-1819), 1804년 제국 원수 임명(명예직).
- 클로드 빅토르, 벨륀 공작(Duke of Bellune) (1764-1841), 1807년 제국 원수 임명
- 자크 마크도날, 타랑트 공작(Duke of Tarento) (1765-1840), 1809년 제국 원수 임명
- 니콜라 우디노, 레지오 공작(Duke of Reggio) (1767-1847), 1809년 제국 원수 임명
- 오귀스트 드 마르몽, 라구사 공작(Duke of Ragusa) (1774-1852), 1809년 제국 원수 임명
- 루이 가브리엘 쉬셰, 알부페라 공작(Duke of Albufera) (1770-1826), 1811년 제국 원수 임명
- 로랑 드 구비옹 생 시르, 구비옹 생 시르 후작(Marquis of Gouvion-Saint-Cyr) (1764-1830), 1812년 제국 원수 임명
- 유제프 안토니 포니아토프스키, 포니아토프스키 공(Prince Poniatowski) (1763 - 1813), 1813년 제국 원수 임명†
- 그루시 후작 에마누엘 드 그루시, (1766-1847), 1815년 제국 원수 임명

### 초상화

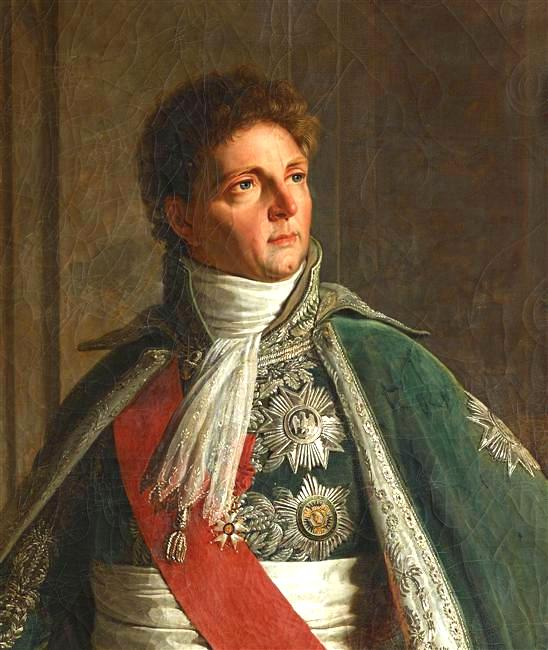
루이 알렉상드르 베르티에
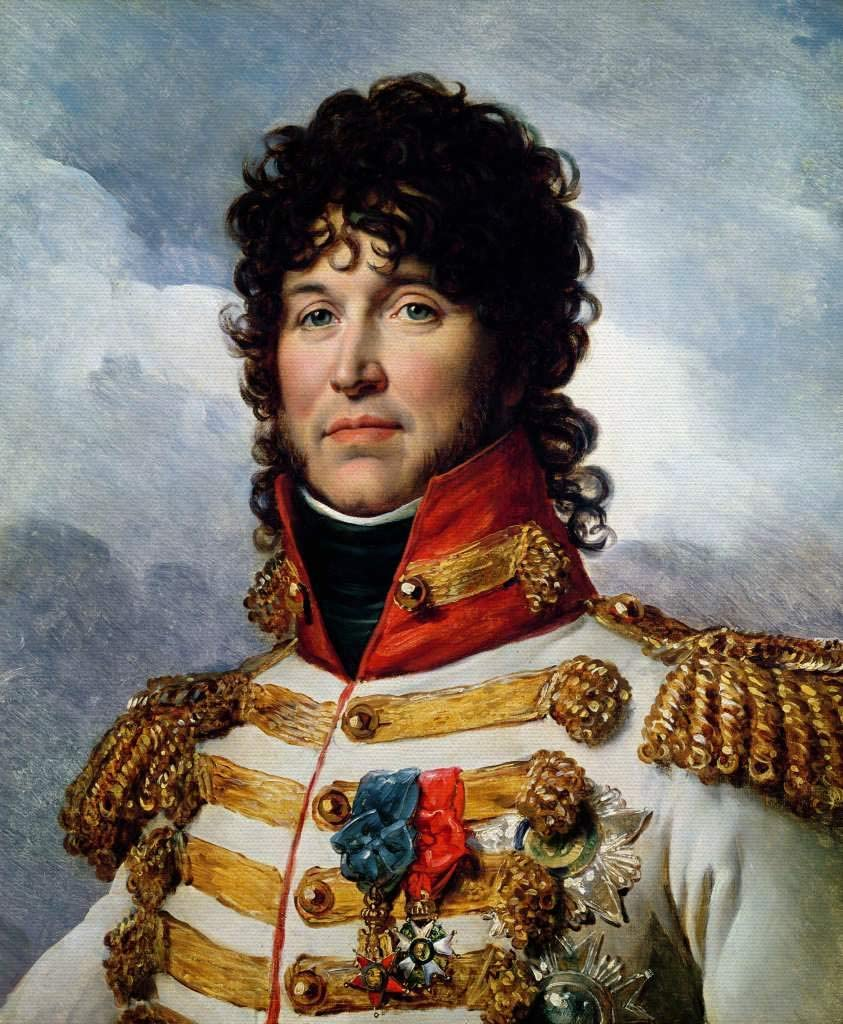
조아생 뮈라
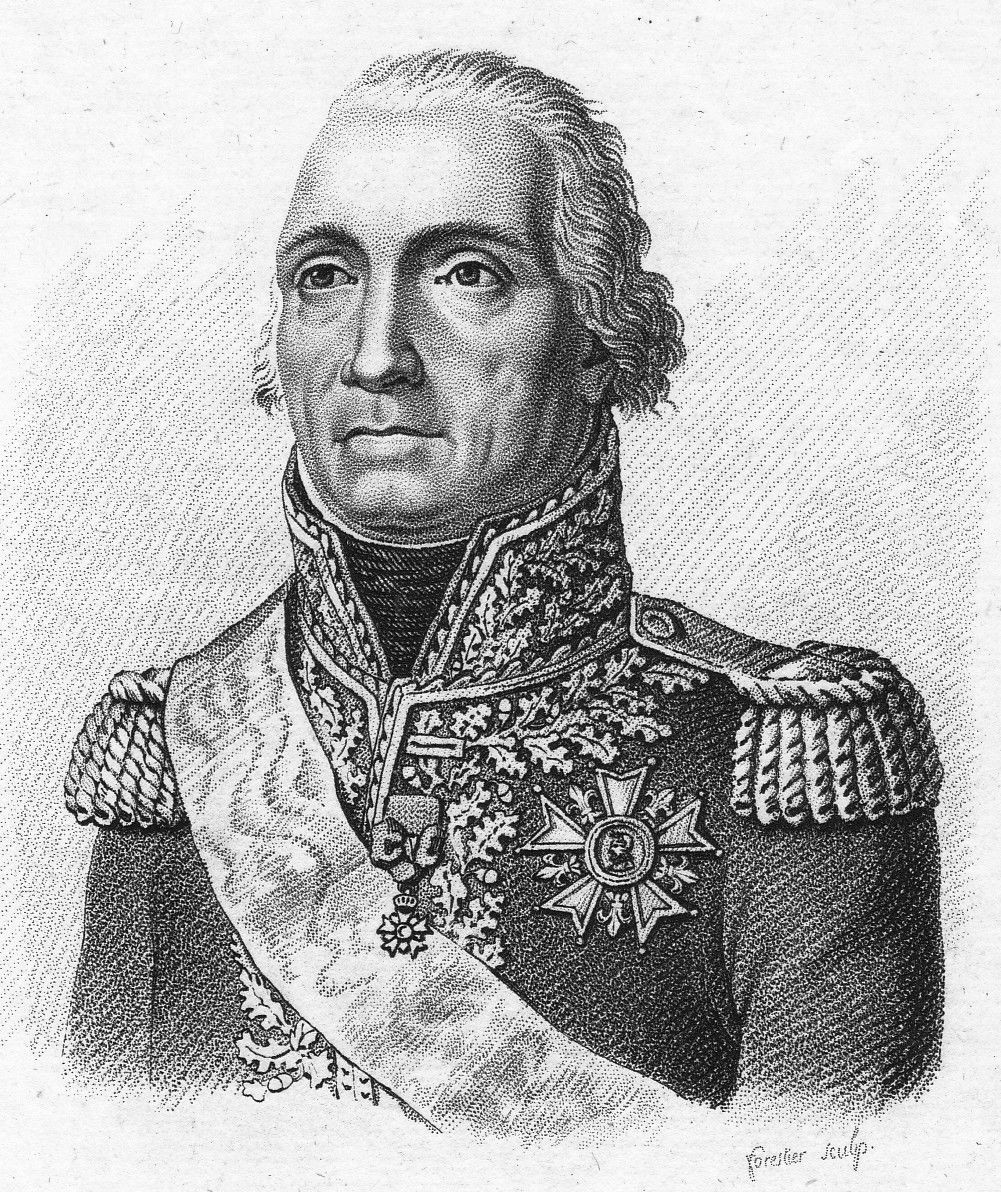
본 아드리안 자노 드 몽세
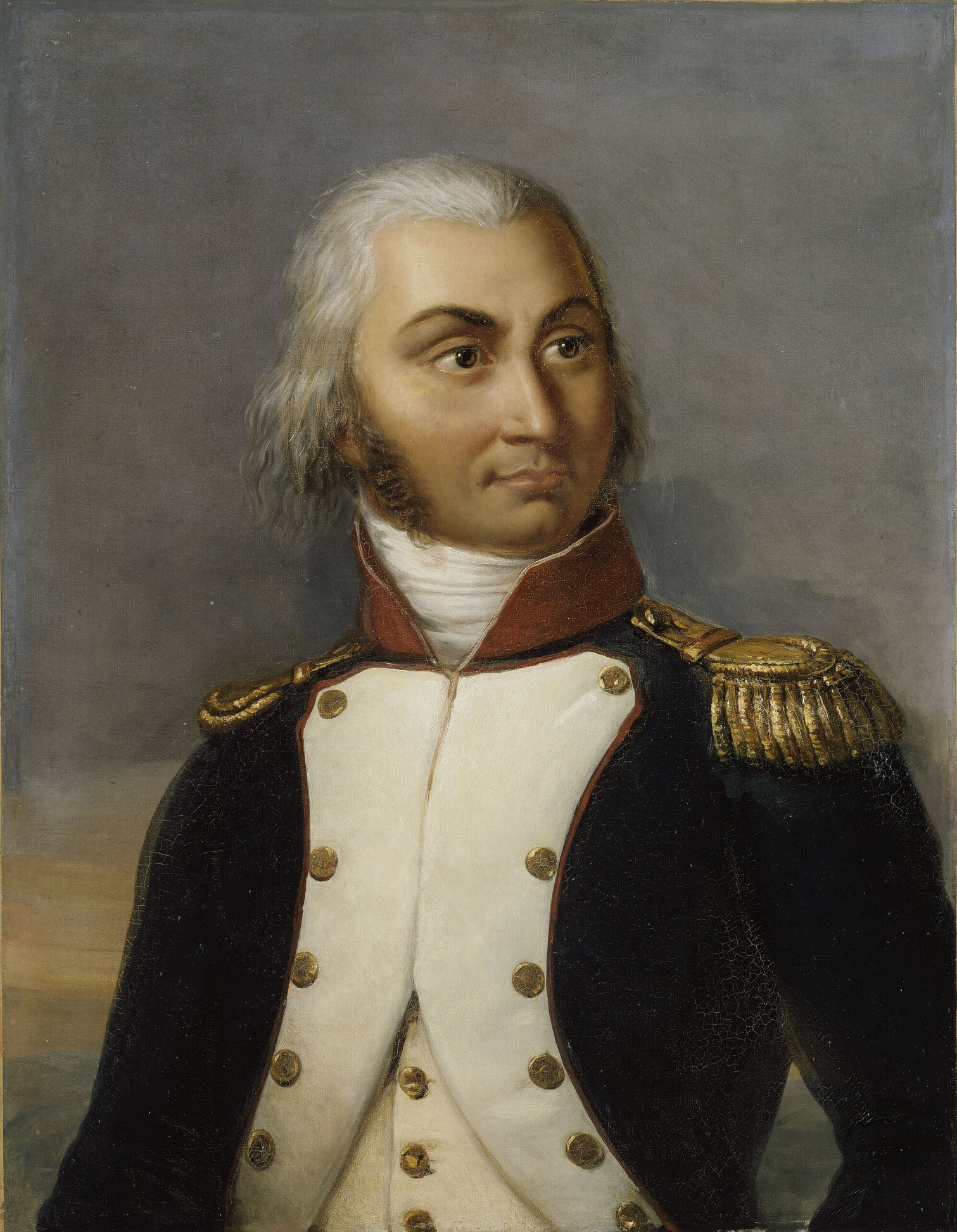
장바티스트 주르당
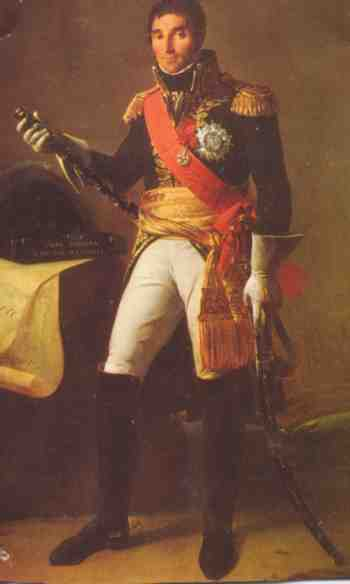
앙드레 마세나
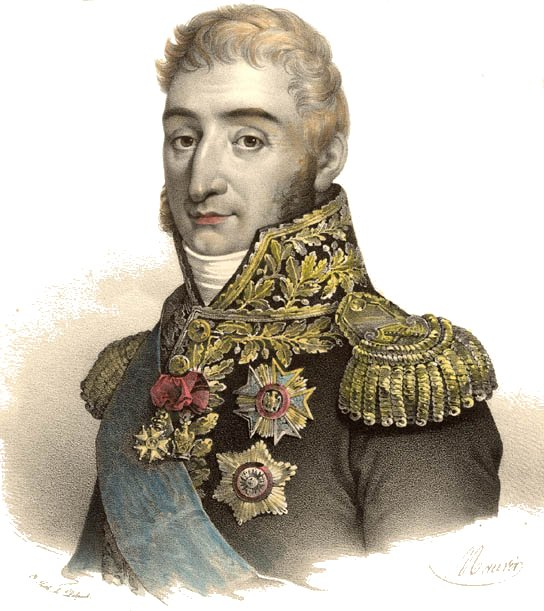
샤를 피에르 프랑수아 오주로
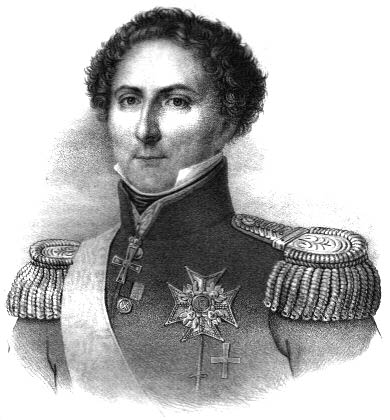
장바티스트 베르나도트
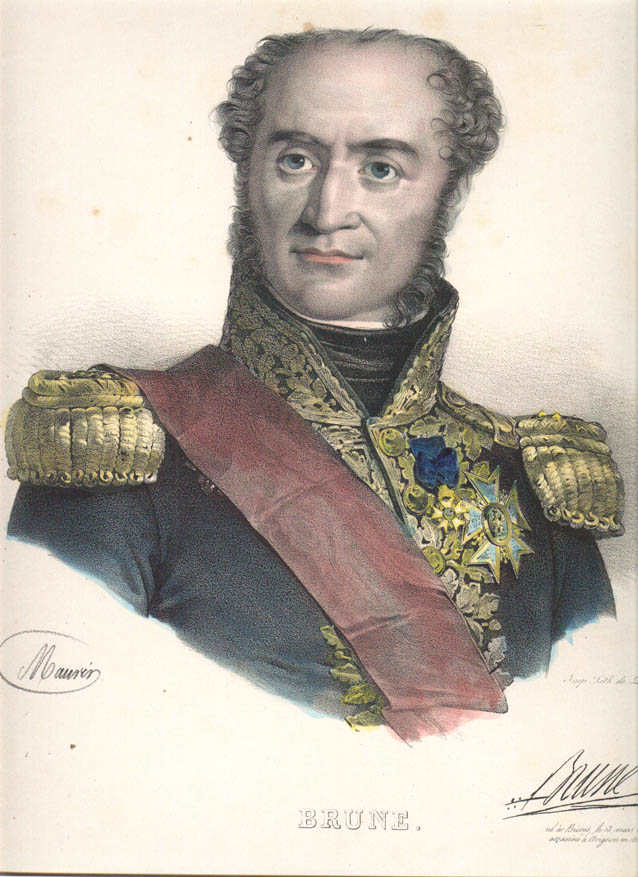
기욤 마리 안 브륀
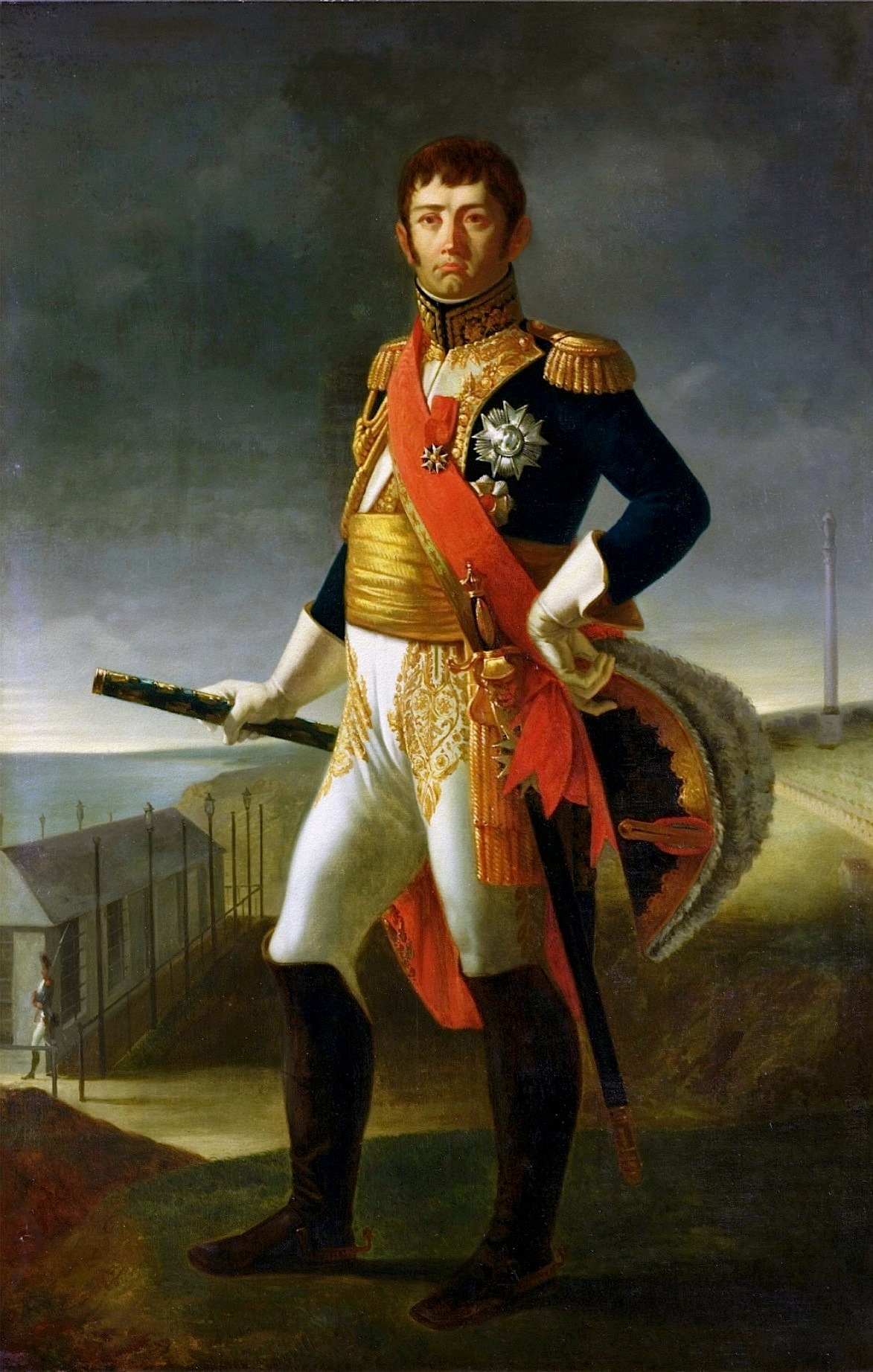
니콜라 장 드 듀 술트
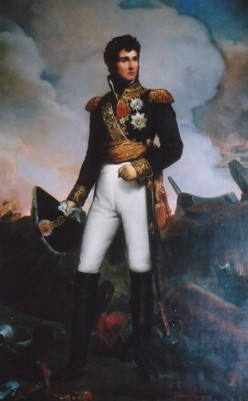
장 란 †
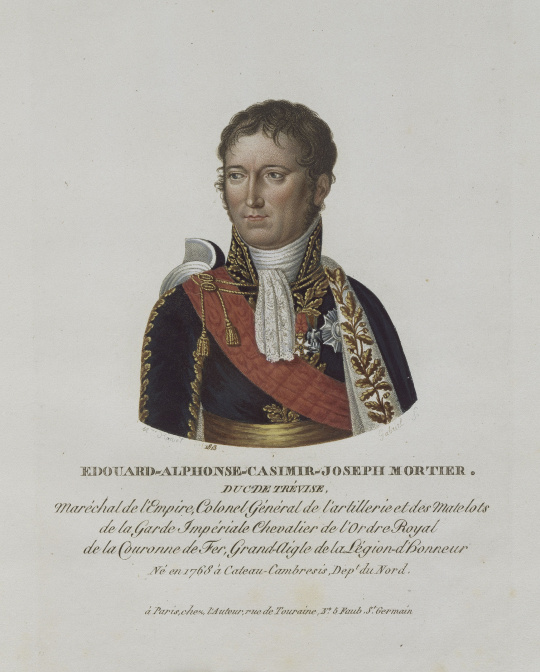
에두아르 아돌프 카시미르 조제프 모르티에
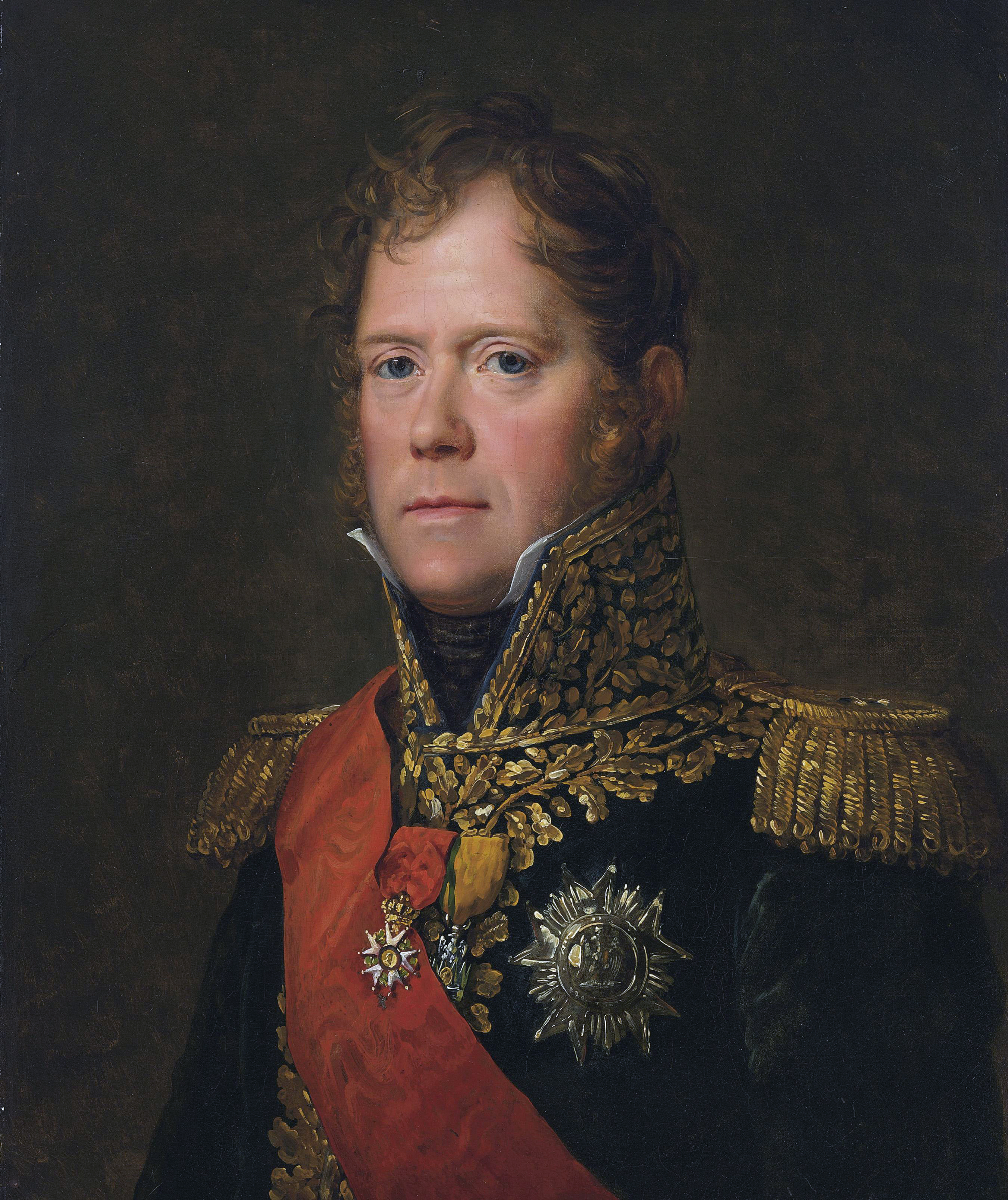
미셸 네
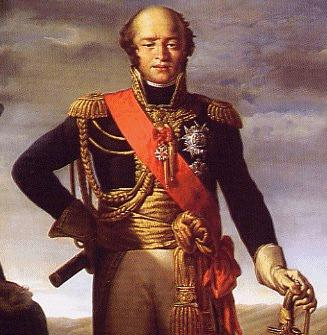
루이 니콜라 다부
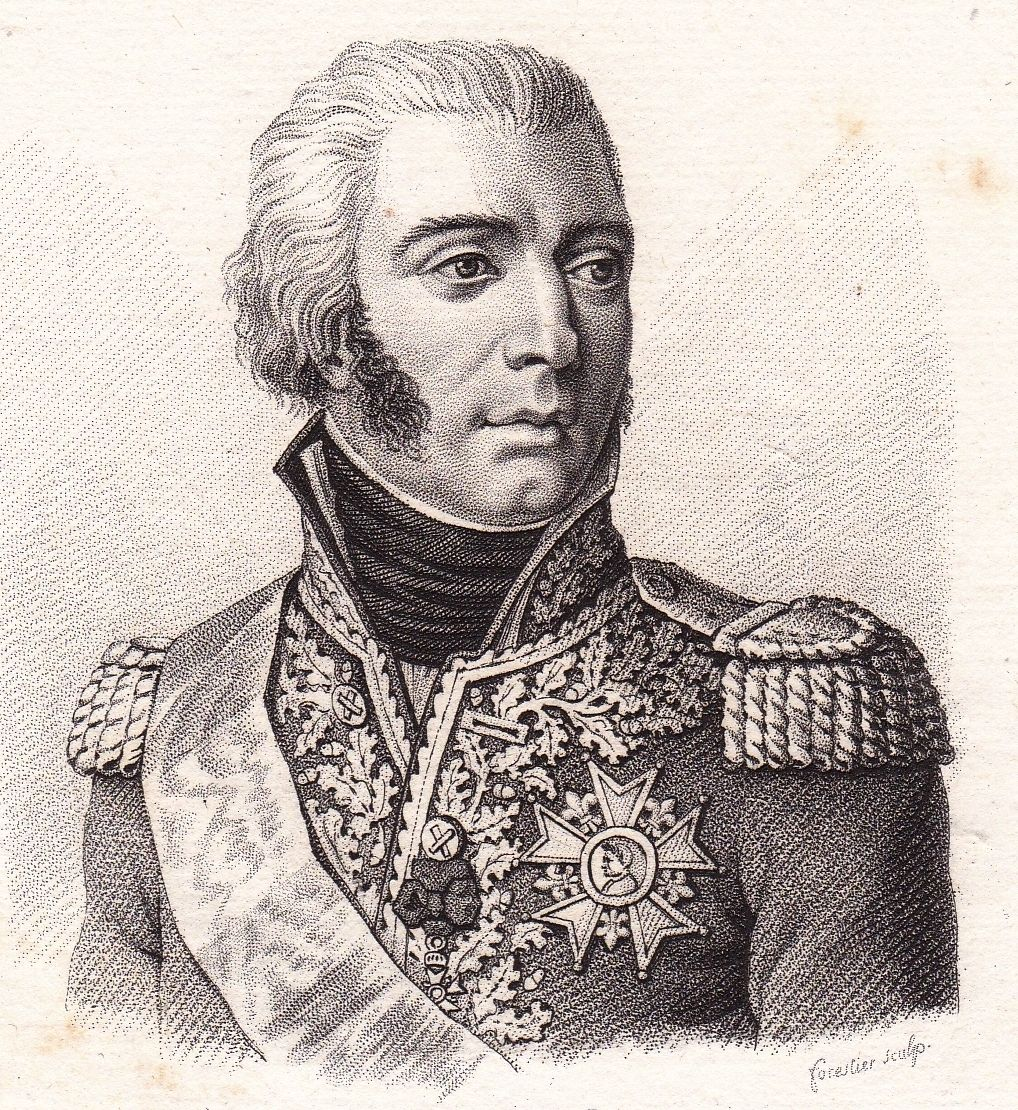
장바티스트 베시에르†
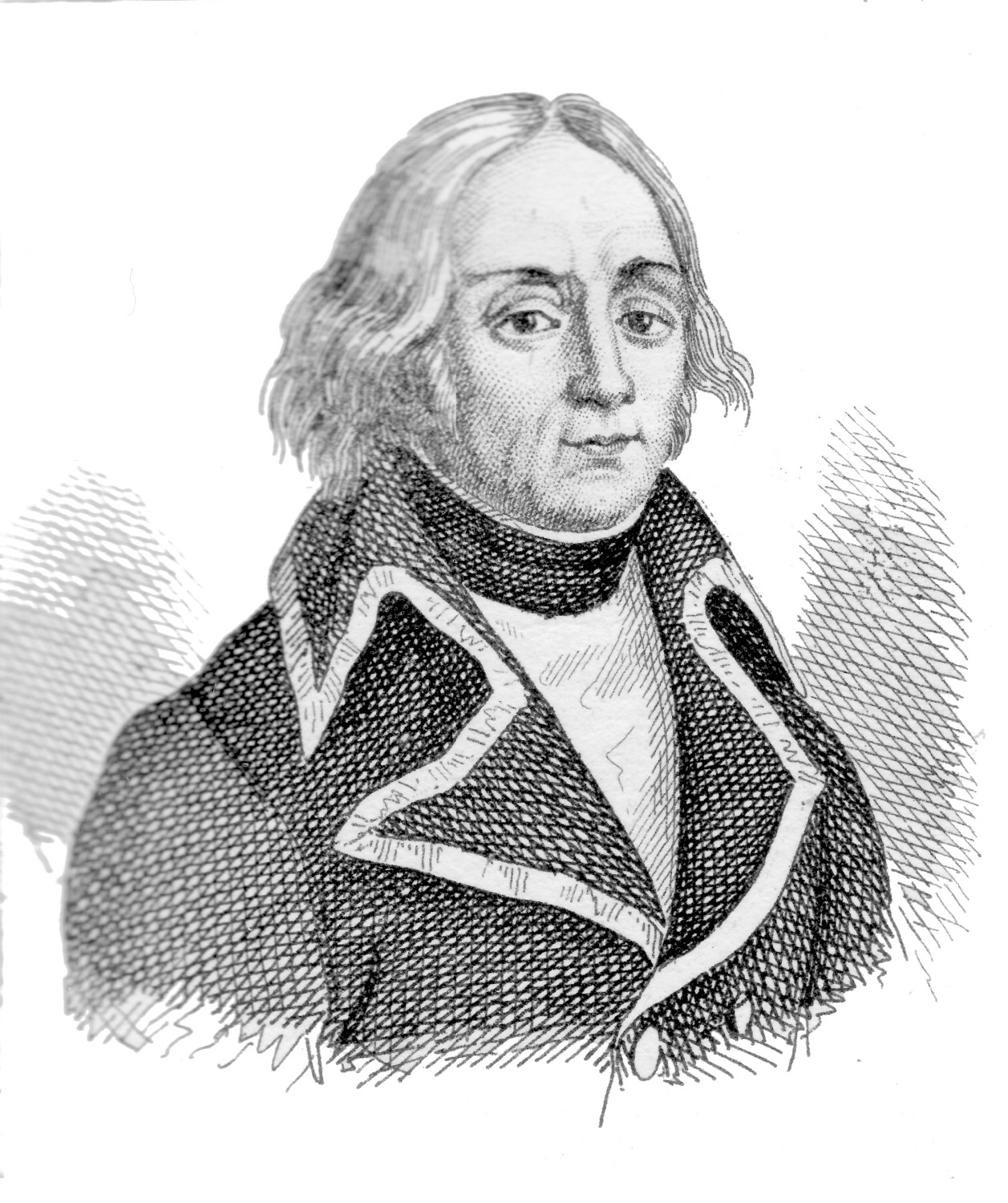
프랑수아 크리스토프 드 켈레르만
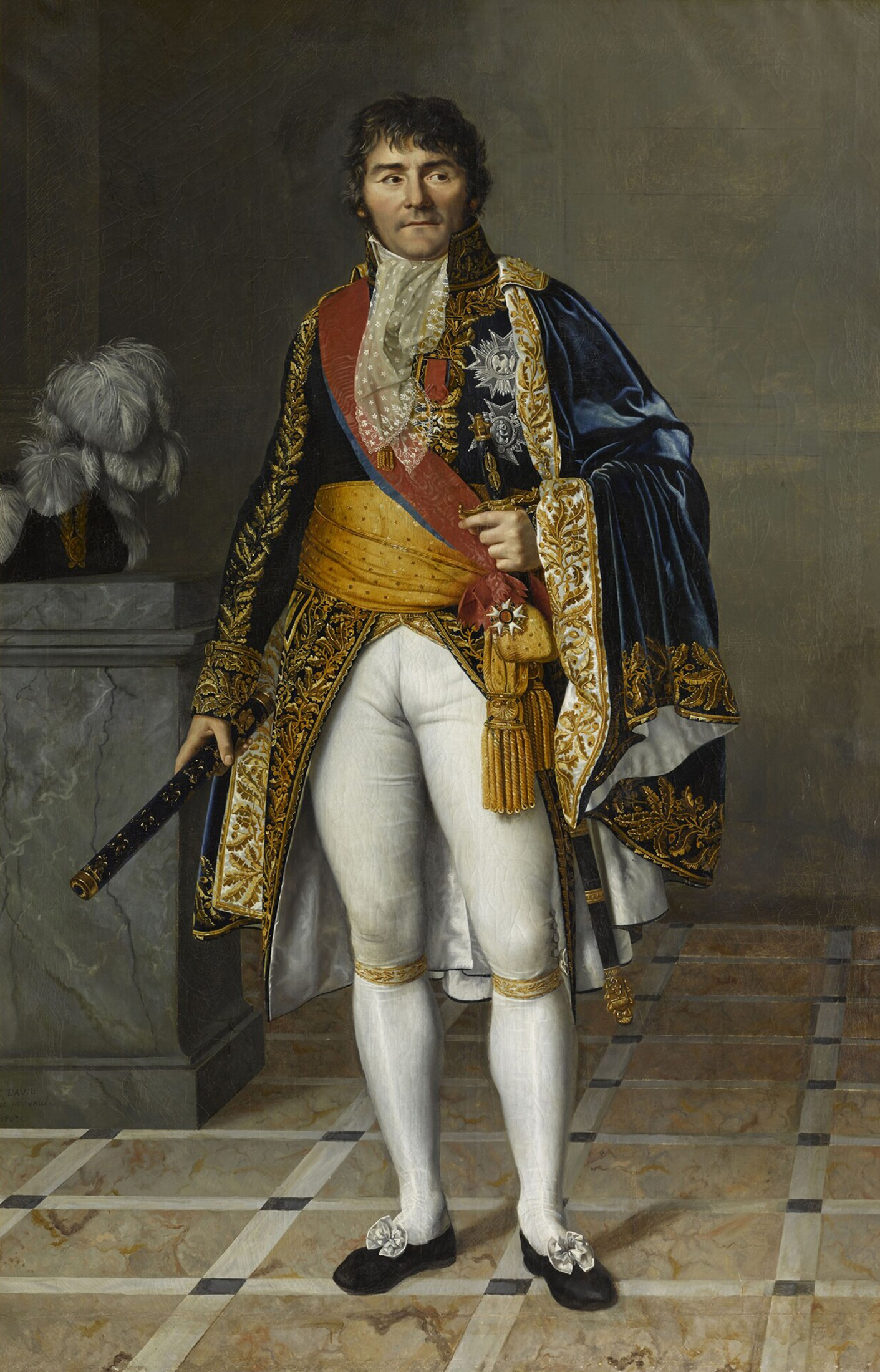
프랑수아 조제프 르페브르
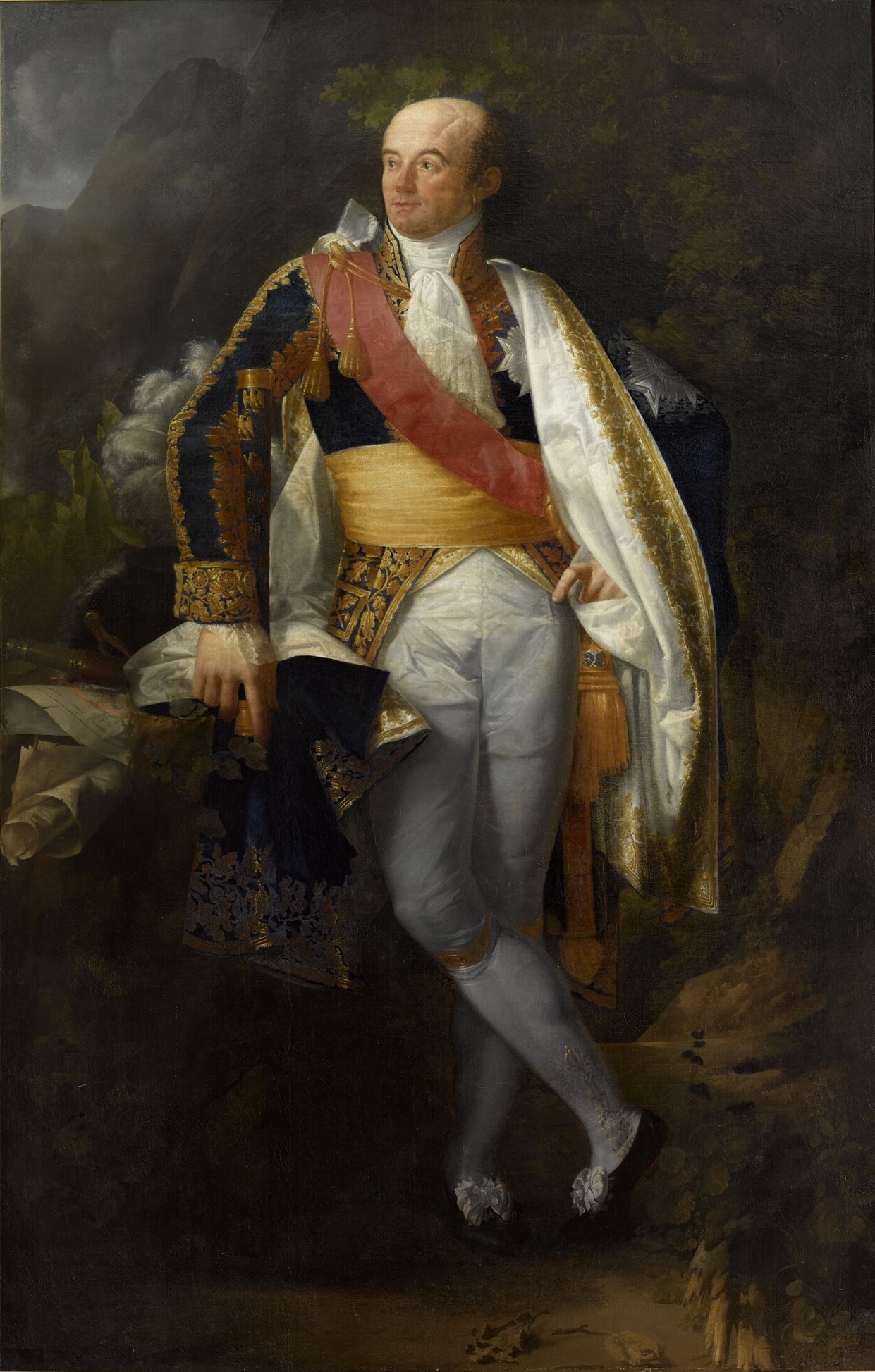
도미니크 카트린 드 페리농
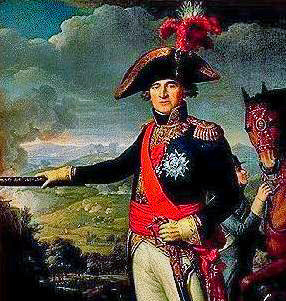
장 마티유 필리베르 세뤼리에
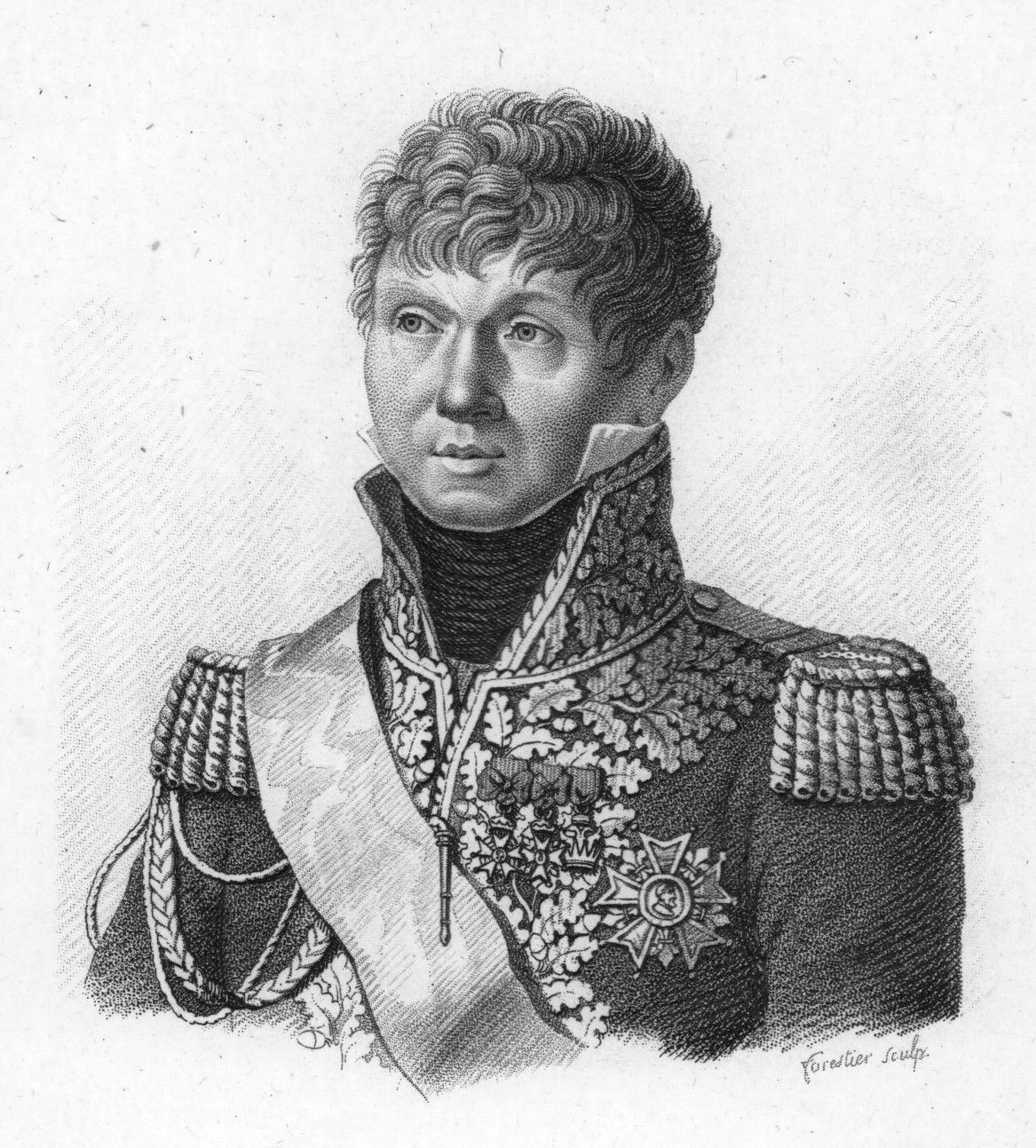
벨루노 공작 클로드 빅토르 페랭
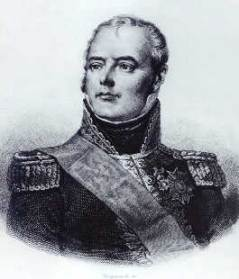
에티엔 자크 조제프 알렉산드르 마크도날
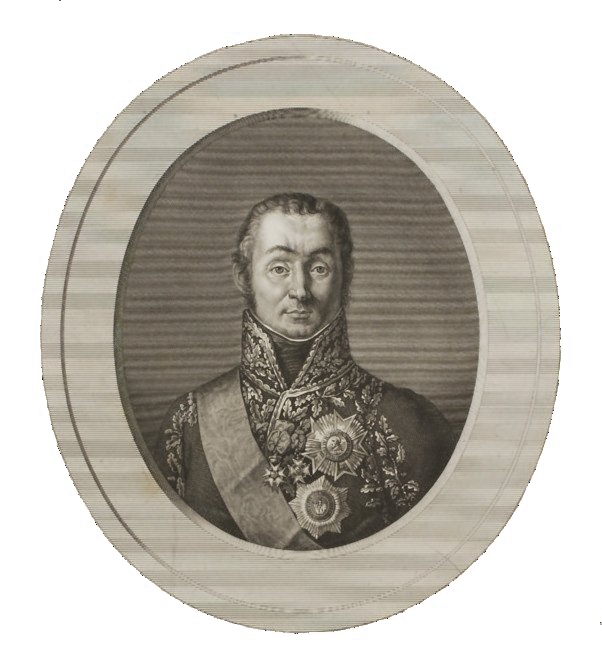
니콜라 우디노
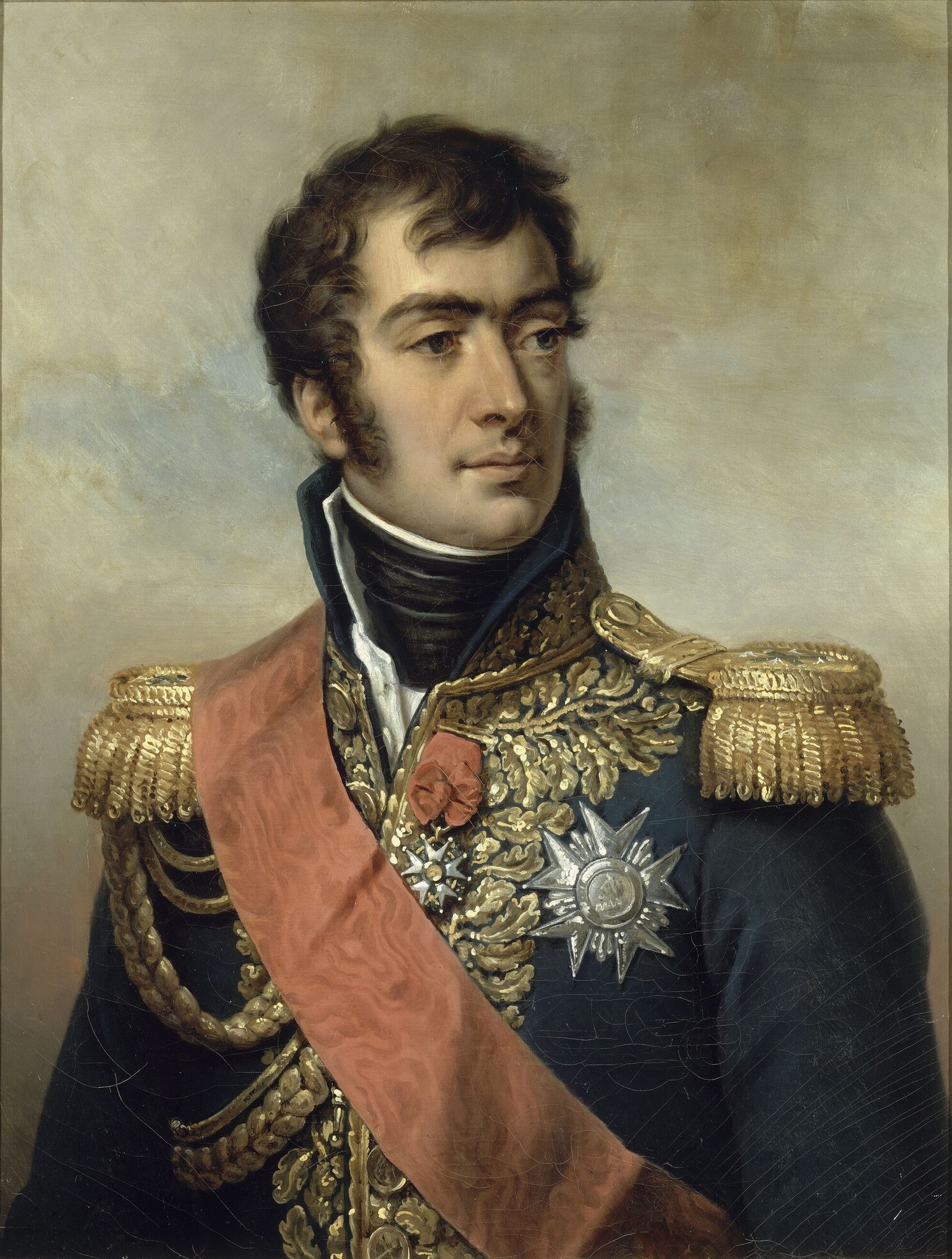
오귀스트 마르몽
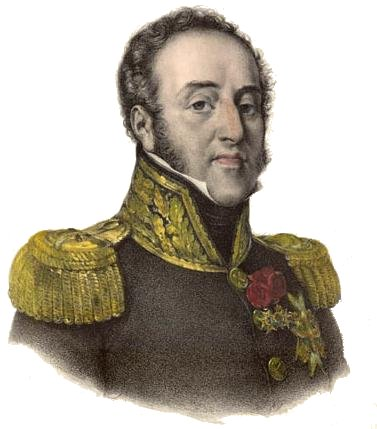
루이 가브리엘 쉬셰
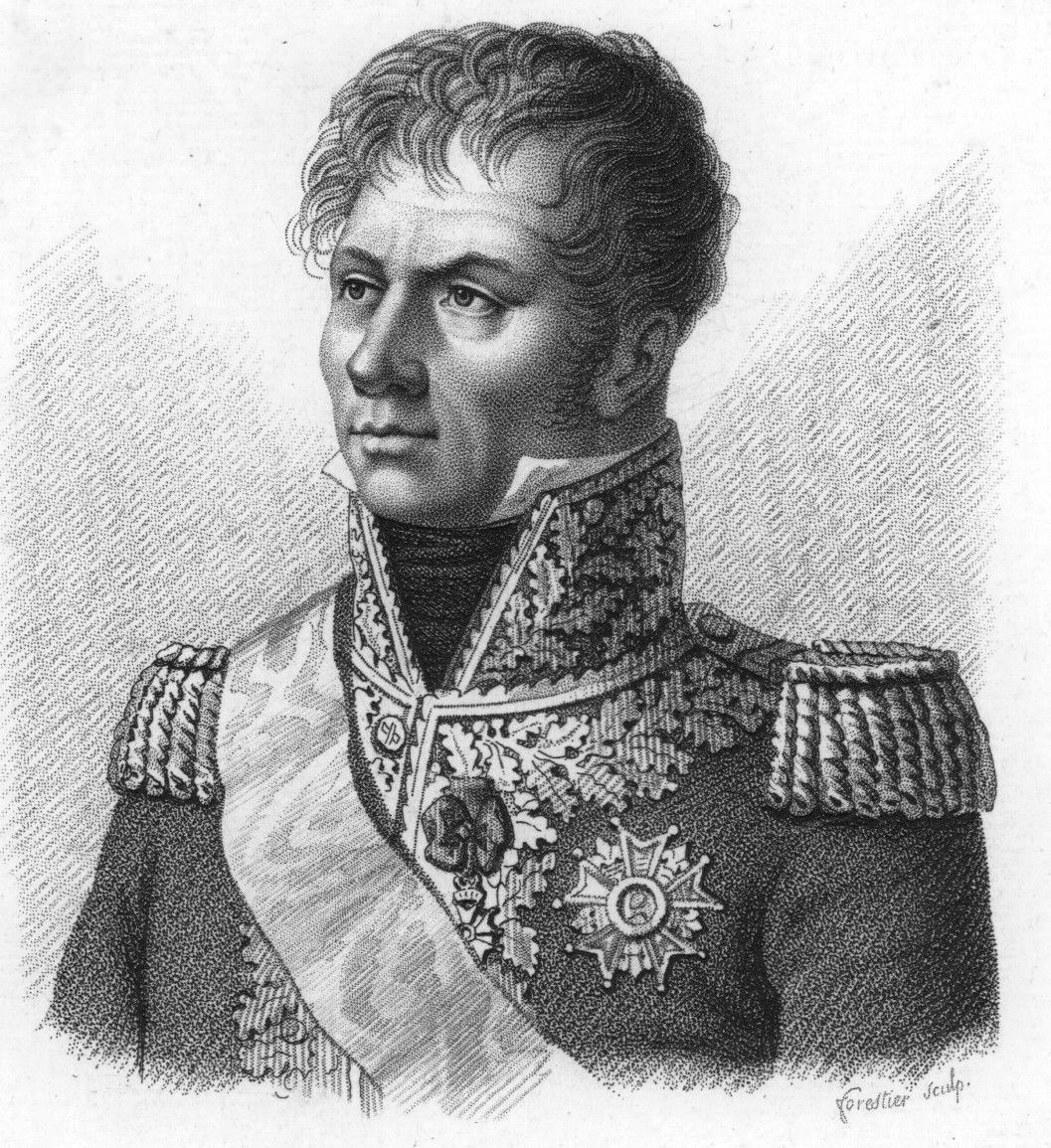
구비옹 생 시르 후작 로랑
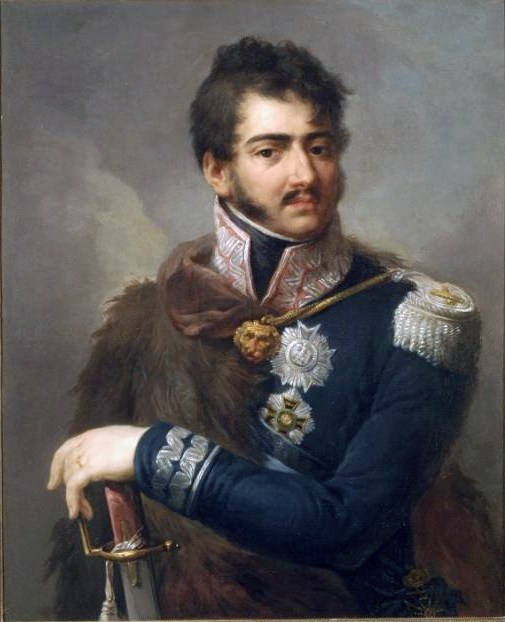
포니아토프스키 공 유제프 안토니 †
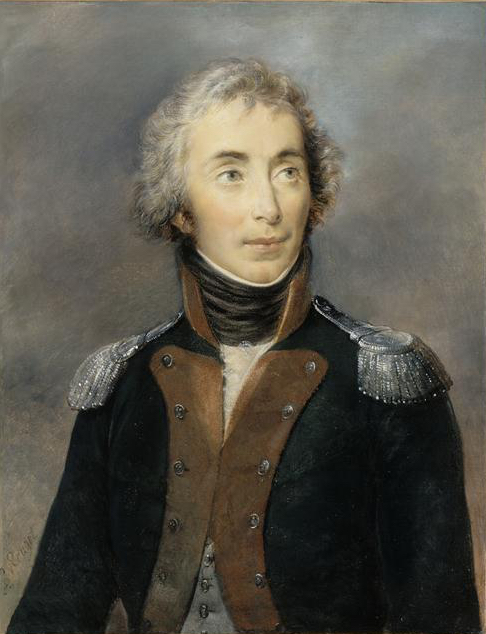
그루시 후작 에마누엘 드 그루시

## 전술 및 대형(Formations and tactics)
나폴레옹은 뛰어난 전략가로써 알려져 전장에 나서면 카리스마적인 존재였으나, 전술의 발명가이기도 했다. 그는 수천 년 동안 사용된 고전적인 진형과 전술을 조합했고, 거기에 프리드리히 대왕의 사각진형(로이텐 전투에서 사용됨)및 혁명 초기 국민계병(Levee en masse)군대를 사용한 군중전술이란 새로운 것을 집어넣었다. 나폴레옹의 전술은 고도로 유동적인 유연성이었다. 대조적으로 적국 군대의 대부분은 고정적인 전열(Linear)전술 및 진형에 집착했다. 전열 전술이라는 것은 보병집단이 단순히 전열을 만들어 일제사격을 나누는 것으로 전장의 적군에게 타격을 줄 수 있으나, 측면에서 포위당할 수 있었다. 전열진형은 측면공격에 약하기 때문에 적의 측면을 공격할 부대를 조종할 수 있는 고등전술을 생각했다. 이것이 성공하면 여러 번 적은 철수하거나 항복했다. 그 결과 이 방법을 고집하던 지휘관은 측면을 안전하게 만드는 것에 중점을 두었고, 강한 중위(中衛) 부문 및 후위부대를 돌리게 되었다. 나폴레옹은 여러 번 이 전열에 대해 생각한 것을 역발상 삼아, 측면공격을 보여주거나, 아니면 적에게 아군의 측면이 노출되도록 하는 모습을 보여(아우스터리츠 전투 및 이후 뤼첸 전투 (1813년)에서 실천했다), 아군의 주력을 적의 중앙에 진격시켜, 전열에 분리시키거나 몰아붙였다. 나폴레옹은 항상 주로 그의 근위대같은 강력한 부대를 남겨두고' 전황이 교착상태에 빠졌을 때 이를 깨뜨리기 위하거나, 원하는 방향으로 흘러가지 않을 때 자신의 방향으로 돌리기 위해 투입하였다.
다음에는 유명하여 넓게 사용되었고, 효과적이고 흥미가 있는 진형 및 전술을 아래와 같이 기록한다.
- 횡대(Line,Ligne):기본적인 3줄 횡대를 조직한 진형. 보병 및 기병이 일제 사격을 하기에 정면공격을 한때는 적당하나, 움직임이 비교적 둔하고, 측면에서의 공격에 약하다.
- 행군종대(March Column,Colonne de Marche):군대의 긴급이동 및 지속이동, 그 외 정면공격에는 최선의 대형이나 집중하기엔 화력이 약하고, 측면공격 및 매복, 포격 및 돌입에는 약하다.
- V자형 대형(Wedge ,Colonne de Charge):화살촉 아니면 창의 창날 모습을 한 기병의 진형. 급속히 접근하여 적의 전열을 격파하기 위해 고안되었다. 역사적으로도 많이 사용되어 효과를 발휘한 진형으로 지금도 전차부대에서 사용된다. 그러나 돌진이 멈출 때나 타이밍을 잃었을 때 측면에서의 반격에 약하다.
- 공격종대(Attack Column ,Colonne d'Attaque):보병이 넓게 퍼진 종대로써, 전열과 종대의 조합으로 이루어졌다. 경장보병의 산병선(散兵線)에서 적을 혼란시키고, 종열(縦列)에서의 전진을 배척하기 위해 이용했다. 종대가 접근하면 산병이 측면을 방어하고, 종대가 일제사격과 총검에 의한 공격을 가한다. 통상 얇은 전열진형에는 효과적인 진형이었다. 공격종대는 프랑스 혁명 초기 프랑스군이 사용한 [군중](群衆) 아니면 [대군](大群) 전술로써 발전하였다. 다만 화력의 집중도가 떨어지고, 대포의 포격에 약하다는 것이 문제이다.
- 혼성진형(Mixed Order,Ordre Mixte):나폴레옹이 좋아하는 보병대형이다. 복수(複数)의 부대(대부분 연대나 대대)가 전열진(戦列陣)에 배치되어 그 배후 및 사이에 종열 공격부대를 배치되었다. 이 전열의 화력과 속도를 조합해 종열공격부대가 이루는 혼전 및 산병전에서 이점도 있었다. 다소 약점도 있으나, 이 전술을 성공시키기 위해서는 포병 및 기병의 지원이 특히 중요하다.
- 산병(Open Order ,Ordre Ouvert):보병 및 기병이 부대별로 아니면 병사가 개별적으로 산개한 전술. 이 전술은 가벼운 차림의 부대 및 산병부대에게는 효과적이다. 이 전술에는 언덕 및 숲속이나 거친 지형에서는 특히 이동속도가 빠르고, 산개로 인해서 적의 공격에 대해서도 방어면에서 효과가 있었다. 다만 약점으로는 일제사격이란 수단이 없고, 접근전의 상황에서 특히 기병에게 약하다.
- 방진(Square ,Carre):기병에 대해 보병의 고전적인 방어진형. 병사가 가운데가 빈 사각형을 구성하여 1변에 3줄 혹은 4줄로 이루어졌다. 장교 및 포병, 기병이 가운데에 들어가 있다. 보병에게 있어 가장 방어에 적합한 진형이고, 특히 언덕 정상 및 내리막길에서 효과적이다. 이 진형에서는 움직임이 완만하여 고정된 목표가 되는 경우가 있다. 그 밀도가 높아서 대포의 공격에 약하고, 그정도까지는 아니지만 보병의 총격에도 약하다. 이 진형이 일단 무너지면 완패로 끝나는 경향이 있다.
- 비상포병대대(Flying Battery,Batterie Volante):프랑스 포병의 이동성능과 훈련으로 생긴 대형. 하나의 대대가 전장이 있는 지점으로 이동하고, 단시간에 예리한 포격을 가한 후 이어서 마차에 실어서 다른 지점으로 이동하여 공격을 가하는 특수한 조작을 되풀이 하는 것이다. 많은 대대가 이 공격을 조합하여 집중하면 적의 전열에 괴멸적인 타격을 줄 수 있다. 기마 포병대는 이 전술에 특히 적합하다. 나폴레옹은 초기 원정작전에 이 전술을 사용하여 커다란 성과를 얻었다. 이 전술의 유연성에서 공격을 가할 목표에 재빨리 공격을 집중하였다. 이 전술은 특별한 훈련을 필요로 하였고, 또한 포병과 말이 정연과 행동하기 위한 밀접한 지휘와 연대를 필요로 했다.
- 대포병대대(Grand Battery,Grande Batterie):또 하나의 포병전술로써, 비상포병대대가 사용하지 않을 때 이용한다. 대포를 단 한곳의 지점(대부분 적의 중앙)에 집중할 때였다. 적이 공포에 사로잡힌다면 진형이 무너지면서 커다란 피해를 줄 수 있었다. 다만 적의 정보가 부족하다면 단 한곳의 지점에 많은 포격을 가하기 위해서는 세심한 주의가 필요하지 않으면 안 된다. 일단 포문을 열어 목표가 명확해지면, 조준을 바로 하고, 윗 내용의 것을 회피한다. 이 전술은 적의 대포의 반격에 약하고, 기병의 공격에 대한 방어도 필요하다. 이것이 프랑스 포병의 가장 좋은것으로 알려진 전술이었으나, 나폴레옹은 비상포병대대를 좋아하고, 이 전술을 사용할 필요가 있을 때, 아니면 사용측이 성공할 기회가 많아졌다고 생각될 때 이 전술을 사용하였다. 전투의 개시시점에서 나폴레옹은 많은 포병대대에 더해서 더 큰 대포병대대로 집중포격을 퍼붓고, 그 후 이것을 풀고 비상포병대대로 변환했다. 초기 원정작전에서는 별로 사용되지 않았으나, 대육군의 말의 숫자 및 포병의 질이 떨어지면서 이 전술을 사용할 기회를 늘리는 것을 얻지[모호한 표현] 못했다.
- 멧돼지 머리(Boar's Head (Tête du Sanglier):복합된 진형으로 혼성진형과 비슷한것도 있으나, 3군(보병, 기병, 포병)이 V자형과 비슷한 방형으로 조직된 것으로 집중공격 및 방어상황에서 사용되었다. 보병이 최전선에서 짧고 여러층으로 두터운 진형을 만들고, 이것을 멧돼지의 코라고 했다. 그 뒤에 2개의 포병대를 배치하고, 이것을 멧돼지의 눈이라고 했다. 측면과 최후미에는 사각진으로 종열, 횡열, 방진의 보병이 멧돼지의 얼굴을 만들었다. 그 측면과 뒤를 지키는 것이 2개의 기병대로써 멧돼지의 이빨의 역할을 맡았다. 고도로 복잡한 진형이기에 쉽사리 혹은 신속하게 조직할 수 있는 것이 아니었다. 일단 만들어지면, 이빨을 제외하고, 움직임은 완만하게 된다. 그러나 전통적인 방진보다도 움직임이 빠르고, 포병 및 보병의 공격에 대한 방어가 튼튼하다. 이빨은 강력한 공격능력도 가지고 있었다. 훗날 1830년대와 1840년대에 벌어진 북아프리카 제압에는 이 전술이 효과적으로 사용되었고, 1920년대까지 사용되었다.

## 대육군의 역사
1792년 - 1804년 제1차 대프랑스 동맹과 제2차 대프랑스 동맹 전쟁기간 중 프랑스 군대의 역사를 보려면 이것을 참조하라. 프랑스 공화국 육군

### 1804년 - 1806년

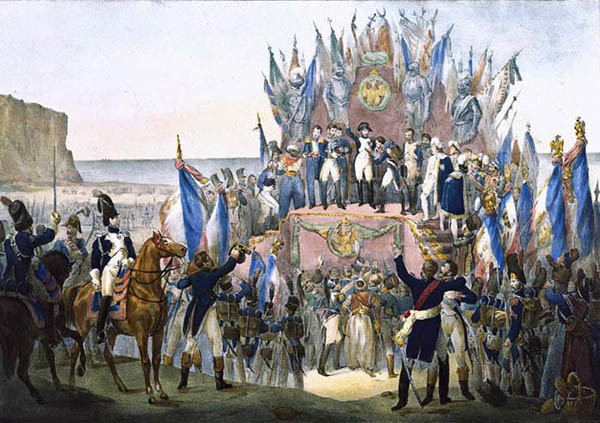
1804년 8월 볼로뉴 캠프에서 나폴레옹이 거행한 레종 도뇌르 훈장 수여식 모습

대육군은 처음엔 대서양 해안군(L'Armee des cotes de l'Ocean)로서 조직되어, 영국 침공을 목표로 1803년 볼로뉴항에 집결했다. 1804년 나폴레옹의 프랑스 황제 대관식에 이어서, 제3차 대프랑스 동맹이 결성되자, 대육군은 1805년 그 시선을 동쪽으로 향하게 되었다. 대육군은 8월말에 볼로뉴를 출발하여 급속 행군하여 울름의 요새에서 카를 마크장군의 고립된 오스트리아군을 포위했다. 울름 전투에서 프랑스군의 피해는 2,000명인 것에 반해 오스트리아군은 60,000명의 병사가 포로가 되었다. 11월 빈을 점령했으나, 오스트리아는 저항을 그치지 않았고, 아직 야전군을 그대로 유지했다. 다만 오스트리아의 동맹국 러시아는 아직 전투에 참가하지 않았다. 이 전쟁은 오랫동안 지속될 가능성이 있었다. 1805년 12월 2일 아우스터리츠 전투에서 벌어진 사태는 이를 결정적으로 변화시켰다. 수적으로는 약세였던 대육군이 알렉산드르 1세가 이끄는 러시아-오스트리아 연합군을 격파한 것이다. 이 놀라운 승리로 인해 12월 26일 프레스부르크 조약이 체결되어 다음해 신성 로마 제국은 해체되었다.
중부유럽에서 프랑스의 힘이 증대하자 이전 전쟁에서 중립을 지키던 프로이센은 불안했다. 정치적인 협상이 있은 후, 프로이센은 러시아의 군사적인 원조를 받는 것을 약속받고, 1806년 제4차 대프랑스 동맹이 결성되었다. 대육군은 프로이센 영토에 침입하였고, 이때 취한 진형이 방진이었다. 그때 군단끼리 서로 지원할 수 있는 거리를 지키며 행군하였고, 때에 따라서 전위, 후위, 또는 측면을 지키는 부대가 되면서 1806년 10월 14일 예나 전투와 아우어슈테트 전투에서 프로이센군을 철저하게 격파했다. 전설에도 남을 추격전에서 프로이센군 포로 140,000명을 사로잡았고, 사상자는 25,000명 이상이었다. 루이 니콜라 다부장군의 제3군단이 아우어슈테트 전투의 공적으로 베를린에 처음으로 입장하는 영예를 받았다. 프랑스군은 다시 동맹군이 도착하기 전에 적을 맞이하게 되어, 평화는 오지 않았다.

### 1807년 - 1809년
나폴레옹은 폴란드로 그 시선을 돌렸다. 이곳에는 잔존한 프로이센군이 우방인 러시아와 손을 잡고 있었다. 곤란한 동계 원정작전이 전개되었으나, 손쓸 수도 없이 1807년 2월 7일부터 8일에 걸쳐 벌어진 아일라우 전투에서 사태가 악화되었다. 이때 러시아와 프랑스의 피해는 매우 커서 둘 다 얻은 것이 거의 없었다. 이 원정작전은 봄에 재개되었으나 베니히센의 러시아 부대는 6월 14일 프리틀란트 전투에서 완패했다. 7월 프랑스와 러시아 사이에서 틸지트 조약이 체결되어, 대륙에서 나폴레옹의 적수는 없었다.
포르투갈이 대륙봉쇄령에 들어가는 것을 거부하자 프랑스는 1807년 말에 징벌하기 위한 원정을 감행했다. 이 작전은 6년간 계속되는 반도 전쟁의 시작이었고, 프랑스 제1제정의 자원과 인명을 낭비하는 일이 되었다. 프랑스는 1808년 스페인을 점령하였으나, 일련의 비참한 전투로 인해 후년 나폴레옹이 개인적으로 개입할 수밖에 없었다. 125,000명의 강력한 대육군의 가차 없는 침공에 부르고스의 요새를 점령하고 소모시에라 전투에서 마드리드를 향한 길이 열리자, 스페인군은 후퇴했다. 이어서 영국의 무어 군대에 총구를 겨누어 1809년 1월 16일 코르나 전투에서 영웅적인 승리를 거두고, 영국군을 이베리아 반도에서 몰아냈다. 이 원정작전은 성공했으나, 남 스페인의 점령까지는 아직 잠깐의 시간을 필요로 했다.
한편 오스트리아가 한숨을 돌리며 반격을 준비하기 시작했다. 프란츠 1세의 궁정에 있던 인간이 프랑스가 스페인에 관여하고 있는 사이에 기회를 잡으라고 왕을 설득했다. 1809년 4월 오스트리아는 공식적인 선전포고 없이 원정작전을 개시해 프랑스를 놀라게 했다. 그러나 오스트리아군이 발걸음이 둔하게 전진하는 중에 나폴레옹이 파리에 도착해 사태가 진정화되었다. 오스트리아군은 에크뭘 전투에서 패하자 다뉴브강(도나우강)을 넘어 도주해 라티스본의 요새를 잃었다. 그러나 오스트리아군은 아직 끈질기게 군대를 유지하고 있었기에 나폴레옹은 이 문제를 해결하기 위해 새로운 원정작전이 필요해졌다. 프랑스군은 빈을 점령하고 오스트리아의 수도 남서쪽에 있던 로바우섬을 지나 도나우강을 넘었다. 그러나 이어진 아스페른-에슬링 전투에서 패배했다. 이것은 대육군이 처음 겪은 패배였다. 7월에 다시 도나우강을 넘어가기를 시도하여 2일간에 걸쳐 바그람 전투에서 승리를 거둬 오스트리아군에게 40,000명의 피해를 입혔다. 오스트리아는 이 패배에 의기소침해져서 그 직후 정전에 동의했다. 그 결과 10월에 쇤브룬 조약이 체결되었다. 대육군은 제5차 대프랑스 동맹을 종료시켰고, 오스트리아 제국은 영토할양의 결과 300만 명의 시민을 잃어버렸다.

### 1810년 - 1812년
스페인을 제외하고 일시적인 평화가 지속되었다. 그러나 러시아와의 외향적인 긴장관계가 높아져, 1812년 전쟁이 일어날 수밖에 없었다. 나폴레옹은 이 위협에 대처하기 위해 이때까지 없었던 최대의 군대를 결성했다. 새로운 대육군은 그때와는 달랐다. 장교의 절반이상은 프랑스와 동맹한 위성국 여러 나라와 지방에서 징병된 비(非)프랑스인들로 채워졌다. 거대한 군대는 1812년 6월 23일에 네만강을 넘어 나폴레옹은 신속하게 행군한다면 러시아의 2개 주력부대, 바클라이 데 톨리군과 표트르 바그라티온군 사이에 비집고 들어갈 수 있기를 기대했다. 그러나 러시아군이 3번 이상 나폴레옹의 총칼을 피해버린 사태로 말미암아 나폴레옹군이 일라일라에 머물게 되었다. 모스크바를 지키던 최후의 방어전으로써 9월 7일 보로디노 전투가 벌어졌다. 그 결과는 대육군이 승리한 거라고 말하기는 어려운 희생이 많았던 승리였다. 보로디노 전투 7일후, 대육군은 모스크바에 들어갔으나 그곳은 이미 사람들이 사라지고, 화재로 인해 폐허가 된 마을만이 있을 뿐이었다. 병사들은 진화활동을 하는 한편 방화범을 추격하고 모스크바의 역사적인 지구(地區)를 수비를 강화했다. 프랑스가 아무조건 없이 러시아 황제에게 화평을 타진하는 사이 나폴레옹과 그의 군대는 모스크바에서 1개월 이상을 보냈다. 이 시도는 실패로 끝났고 10월 19일 프랑스군은 이전의 모습과는 반대로 허겁지겁 철수를 시작했다. 장대한 러시아의 겨울 때문에 철수한 거라고 일반적으로 알려진 게 이 전쟁의 인식이었지만, 프랑스군의 절반이상은 여름기간에 이미 잃어버렸다. 프랑스군은 집합된 곳에 러시아군에게 여러 번 기습을 당했다. 미셜 네가 유명한 후위군을 이끌고 러시아군과 본대 사이 분리를 기도했으나, 베레지나강에 도착한 것은 약 49,000명의 병사와 40,000명의 전투에는 이용할 수 없는 낙오자들에 불과했다. 베레지나 전투 결과와 장바티스트 에블레의 기사들의 작업으로 나폴레옹군의 남은 병사들이 구원받았다. 나폴레옹은 새로운 군을 일으키는 것과 정치적인 용도를 이루기 위해 병사들을 남기고 파리로 돌아갔다. 군을 일으켰을 때 690,000명이었던 병사들 중 93,000명만이 생환했다.

### 1813년 - 1815년
러시아에서 파멸적인 상황을 맞은 나폴레옹의 모습에 독일 및 오스트리아의 대프랑스 감정을 높이는 결과를 낳았다. 이윽고 제6차 대프랑스 동맹이 결성되어 독일이 다음 원정작전의 중심이 되었다. 남을 복돋을 수 있는 재능이 있던 나폴레옹은 새로운 군대를 만들어 먼저 선수를 쳤고, 뤼첸 전투와 바우첸 전투에서 연승했다. 그러나 러시아 원정 때문에 프랑스군 기병의 질이 떨어진 것과 또한 부하 장군의 계산착오로 인해 이러한 승리는 결정적으로 전쟁을 끝낼 수 없었고, 휴전으로만 그쳤다. 나폴레옹은 이 휴전을 이용하여 그의 군대의 질과 양을 높이려고 했으나, 오스트리아가 동맹에 참가하자 그의 전략적 입장이 어두워지게 되었다. 8월 다시 전쟁이 시작되어 2일간의 드레스덴 전투에서 프랑스는 의미 있는 승리를 거두었다. 그러나 나폴레옹과의 직접 대결을 피하고, 그의 부하에게 총구를 겨눈 동맹군 측의 트라첸부르크 계획의 채용으로 인해 프랑스는 카츠바흐 전투, 쿨름 전투, 그로스베렌 전투, 데네비츠 전투에서 연패를 거듭했다.
동맹군의 숫자가 증가하여 프랑스군을 라이프치히에서 포위했다. 유명한 3일간의 라이프치히 전투가 벌어졌고, 다리가 생각보다 빨리 파괴되었기 때문에 에르스타강의 맞은편 연안에 3만 명의 프랑스병을 방치하게 되어 나폴레옹에게 있어 커다란 손실을 입었다. 그러나 이 작전은 하나우 전투에서 프랑스군의 철수를 저지하려다 고립된 바이에른군을 프랑스군이 격파할 시기, 승리의 의미도 합쳐서 종말을 고했다.
[대제국은 이제 없다. 지키지 않으면 안 되는 프랑스 자체다]라고 나폴레옹은 1813년의 말쯤 의회를 향해 말했다. 나폴레옹은 다시 새로운 군대를 결성했으나, 전략적으로는 사실상 희망 없는 위치에까지 오게 되었다. 동맹군은 피레네산맥에서 북 이탈리아 평원을 가로질러왔고, 거기에 프랑스의 동부국경을 넘어 침략했다. 이 작전은 나폴레옹이 라 로시에르에서 패배를 격은 시기 시작되었고 그는 이전의 정신을 추스르게 되었다. 1814년 6일 전쟁에서 3만 명의 프랑스군이 게프하르트 레베레히트 폰 블뤼허가 산개시킨 군단에 2만 명의 피해를 주었다. 이때 프랑스군의 피해는 2,000명에 불과했다. 프랑스군은 남쪽으로 향해 카를 필리프 부르스트 츠 슈왈츠제베르크를 몬토로 전투에서 격파했다. 그러나 이러한 승리는 사태를 개선하는 데까지는 이르지 못하고, 랑 전투(Laon)와 알시스-슈를-아우베 전투에서 프랑스군의 패배가 사기를 떨어뜨렸다. 3월말 파리 전투에서 동맹군에게 격파되었다. 나폴레옹은 전투를 지속하길 바랐으나, 그의 부하들은 이를 거부하고, 1814년 4월 6일 황제의 자리에서 퇴위하는 것을 강요하여 승낙 받았다.
1815년 2월 엘바섬에서 귀환한 나폴레옹은 그의 제국을 지키기 위해 새로운 활동에 다망했다. 1812년 이래 처음으로 다가온 전투에서 그가 지휘를 맡은 북부군(L'Armee du Nord)은 직업군인 집단으로써 능력이 높았다. 나폴레옹은 러시아 및 오스트리아가 오기 전에 벨기에에 있던 웰링턴 및 블뤼허의 동맹군과 조우하여 이들을 격파하길 원했다. 1815년 6월 15일에 시작된 작전은 처음엔 성공했다. 6월 16일 리니 전투에서 프로이센군을 격파했다. 그러나 숙달되지 않은 부하의 작업 및 서투른 지휘로 인해 모든 작전을 통해서 프랑스군에게 많은 문제를 일으키게 되었다. 에마뉘엘 드 그루시가 대 프로이센 전투에서 뒤늦은 진군으로 인해 리니에서 패배했던 블뤼허의 부대가 회복하여 워털루 전투에서 웰링턴의 원군으로 달려가는 것을 허용하게 되었다. 이 전투는 나폴레옹과 그가 사랑하는 군대에 있어 최후로써 결정적인 패배였다.

## 같이 보기
- 레지옹 도뇌르 훈장

## 참조문헌
영어판 위키 참조문헌입니다.
- Mas, M.A. M. La Grande Armée: Introduction to Napoleon’s Army. Andrea Press, 2005.
- Swords Around a Throne: Napoleon's Grande Armee, John Robert Elting. 784 pages. 1997. ISBN 0306807572
- Napoleon's Line Infantry, Philip Haythornthwaite, Bryan Fosten, 48 pages. 1983. ISBN 085045512X
- Napoleon's Light Infantry, Philip Haythornthwaite, Bryan Fosten, 48 pages. 1983. ISBN 0850455219
- Campaigns of Napoleon, David G. Chandler. 1216 pages. 1973. ISBN 0025236601
- Fisher, Todd & Fremont-Barnes, Gregory. The Napoleonic Wars: The Rise and Fall of an Empire. Oxford: Osprey Publishing Ltd., 2004. ISBN 1-84176-831-6
- Royal, Republican, Imperial, a History of the French Army from 1792-1815: Vol 1 - Infantry - History of Line Infantry (1792-1815), Internal & Tactical Organization; Revolutionary National Guard, Volunteers Federes, & Compagnies Franches; and 1805 National Guard., Nafziger, George. 98 pages. (https://archive.today/20121220114621/http://home.fuse.net/nafziger/NAFNAP.HTM)
- Royal, Republican, Imperial, a History of the French Army from 1792-1815: Vol 2 - Infantry - National Guard after 1809; Garde de Paris, Gendarmerie, Police, & Colonial Regiments; Departmental Reserve Companies; and Infantry Uniforms., Nafziger, George. 104 pages. (https://archive.today/20121220114621/http://home.fuse.net/nafziger/NAFNAP.HTM)
- Royal, Republican, Imperial, a History of the French Army from 1792-1815: Vol 3 - Cavalry - Line, National Guard, Irregular, & Coastal Artillery, Artillery & Supply Train, and Balloon Companies., Nafziger, George. 127 pages.
- Royal, Republican, Imperial, a History of the French Army from 1792-1815: Vol 4 - Imperial Guard, Nafziger, George. 141 pages. (https://archive.today/20121220114621/http://home.fuse.net/nafziger/NAFNAP.HTM)
- 1812: Napoleon's Fatal March on Moscow, Adam Zamoyski, ISBN 0007123752
- Blundering to Glory: Napoleon's Military Campaigns (2nd edition) Owen Connelly. 254 pages. 1999. ISBN 0842027807
- Napoleon on the Art of War, Jay Luvaas. 196 pages. 1999. ISBN 0684851857
- The Bridges That Éblé Built: The 1812 Crossing Of The Berezina, James Burbeck, War Times Journal.
- With Napoleon in Russia, Armand-Augustin-Louis de Caulaincourt, , Duc de Vicence, Grosset & Dunlap, 1959
- Dictionary of the Napoleonic Wars, David Chandler London 1979.
- Who Was Who in the Napoleonic Wars, Phillip Haythornthwaite, London, 1998.
- The Revolutionary Flying Ambulance of Napoleon's Surgeon, Capt. Jose M. Ortiz.
- The Encyclopedia Of Military History: From 3500 B.C. To The Present. (2nd Revised Edition 1986), R. Ernest Dupuy, and Trevor N. Dupuy.
- Memoirs of the Duke Rovigo
- The Journal of the International Napoleonic Society
- Supplying War: Logistics From Wallenstein to Patton, 2nd Edition, Martin van Crevald. 2004. ISBN 0521546575
- Napoleonic Artillery:Firepower Comes Of Age, James Burbeck. War Times Journal
- Napoleon's Elite Cavalry: Cavalry of the Imperial Guard, 1804-1815, Edward Ryan with illustrations by Lucien Rousselot, 1999 , 208 pages ISBN 1853673714